# Didaché

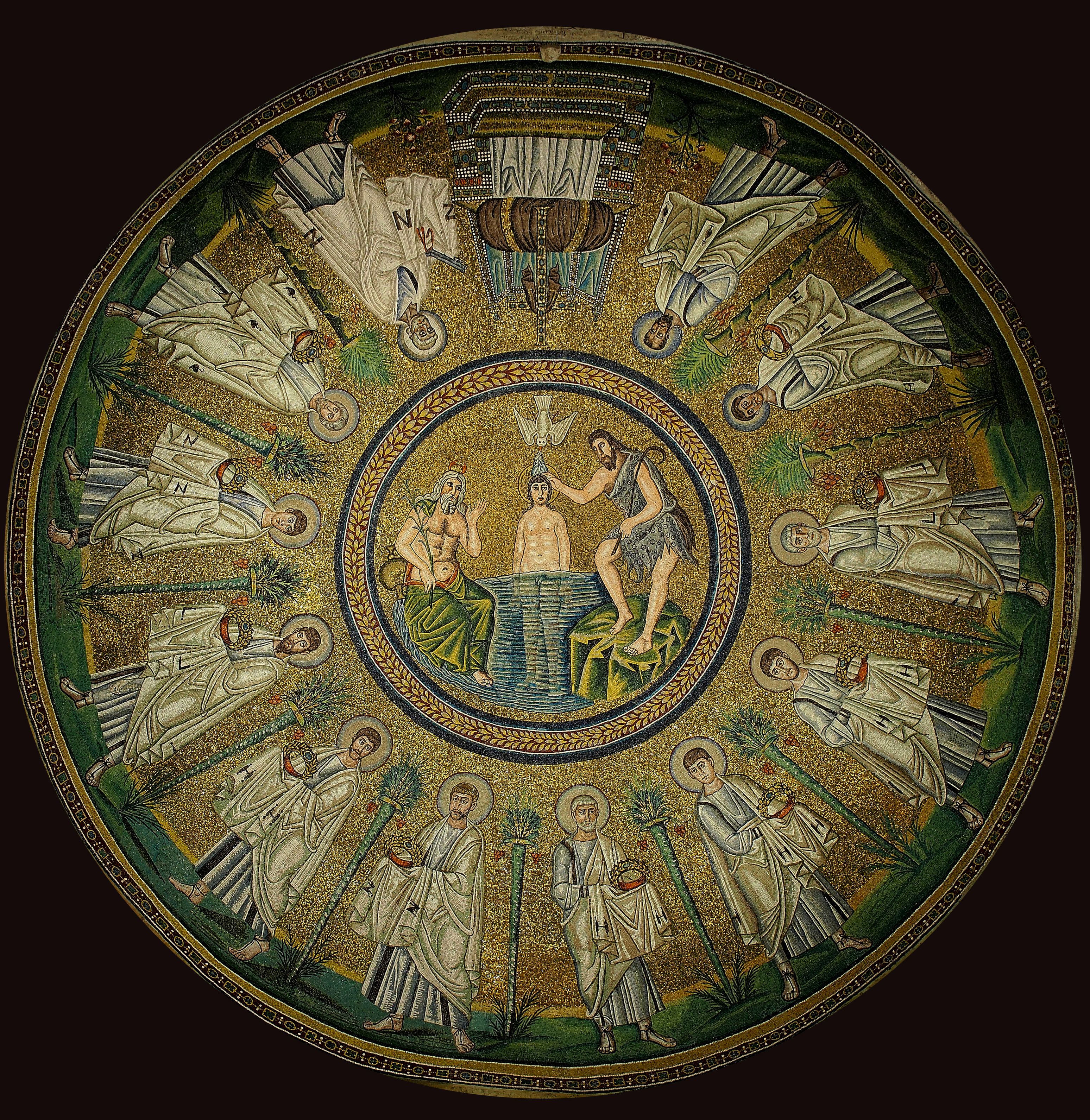
Representación de los doce apóstoles en torno a la escena del bautismo de Cristo en el río Jordán (Baptisterio Arriano de Rávena).

La Enseñanza de los doce apóstoles o Enseñanza del Señor a las naciones por medio de los doce apóstoles, conocida comúnmente como Didaché (pronunciado con jota como en griego: /dida'xe/) o Didajé, es una obra de la literatura cristiana primitiva que pudo ser compuesta en la segunda mitad del siglo I, acaso antes de la destrucción del Templo de Jerusalén (70 d. C.), por uno o varios autores, los «didaquistas», a partir de materiales literarios judíos y cristianos preexistentes. Desde que se encontró en 1873 y se publicó en 1883, la Didaché ha sido fuente inagotable de estudios y objeto de diversas controversias. La principal de ellas atañe a la fecha de su composición. De ser cierta la datación más temprana que se ha propuesto, la Didaché podría ser la regla u ordenanza religiosa utilizada por algunas comunidades cristianas, más bien judeocristianas, unas pocas décadas después de la muerte de Jesús de Nazaret. Según esta interpretación, la Didaché proveería el retrato de unos cristianos primitivos, arcaicos en su liturgia y su eclesiología, que vivieron un tiempo de transición en que la forma de judeocristianismo que ellos profesaban fue desplazada por el cristianismo gentil o paganocristianismo iniciado en Antioquía. Si, por el contrario, esa datación se retrasase uno o dos siglos, como también se ha propuesto, la Didaché no sería más que un fraude tardío, urdido con fines particularistas para dar una imagen tendenciosa de la iglesia primitiva. De cualquier modo, la posibilidad de que sea más antigua que algunos libros del Nuevo Testamento ha hecho de ella un texto fundamental para comprender la evolución literaria y teológica del cristianismo de la primera centuria.
Las cuestiones que suscita la Didaché son variadas. Además de su datación, se ha estudiado su relación con otros escritos cristianos como el Evangelio de Mateo o la Epístola de Bernabé. También con oraciones judías como el Kidush, la Amidá o el manual de disciplina de la comunidad esenia de Qumrán. El interés que despierta no es solo literario, sino también litúrgico, pues la Didaché contiene las primeras instrucciones conocidas para la celebración del bautismo y la eucaristía, así como una de las tres redacciones que han pervivido de la oración del padrenuestro. Si se consideran las diversas traducciones de la obra, la dispersión geográfica de los fragmentos encontrados y la lista de obras posteriores que dependen de ella, la Didaché debió ser muy conocida en los primeros siglos. Al igual que otras obras de la literatura cristiana, estuvo mucho tiempo cerca del canon bíblico, antes de ser finalmente descartada. Actualmente se la incluye dentro del heterogéneo grupo de los llamados Padres apostólicos, de los cuales puede ser el escrito más antiguo y, sin lugar a dudas, el más importante.

## Historia de un descubrimiento

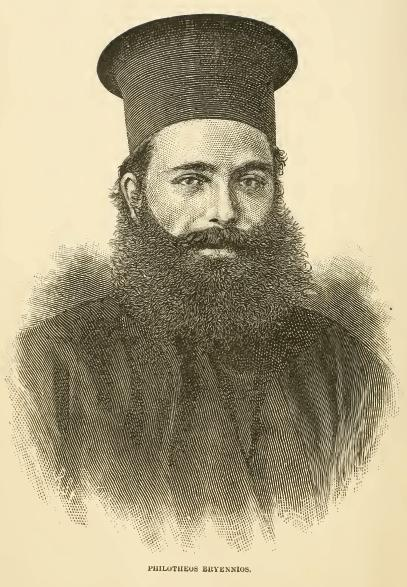
Filoteo Bryennios, retrato de 1885.

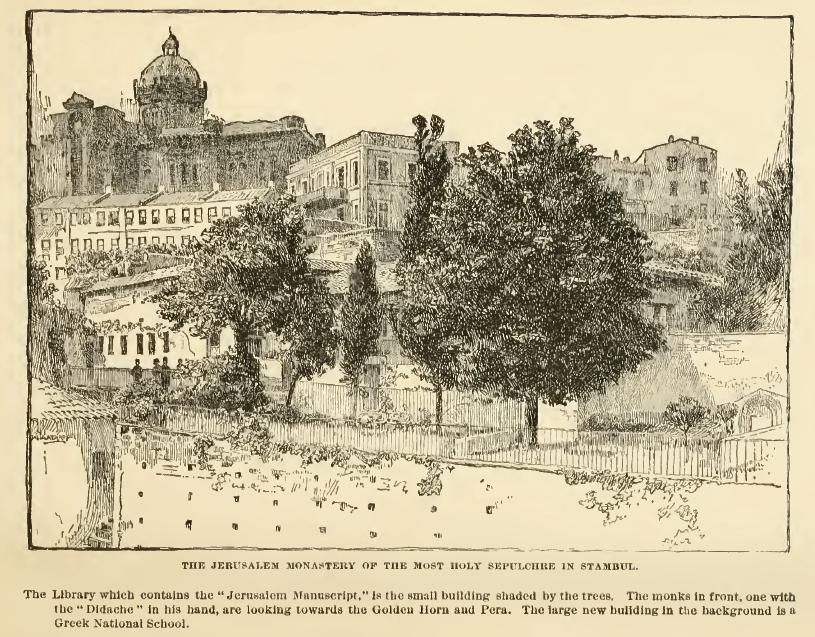
Dibujo del edificio de la biblioteca frente al río. Al fondo, la silueta del Castillo rojo.

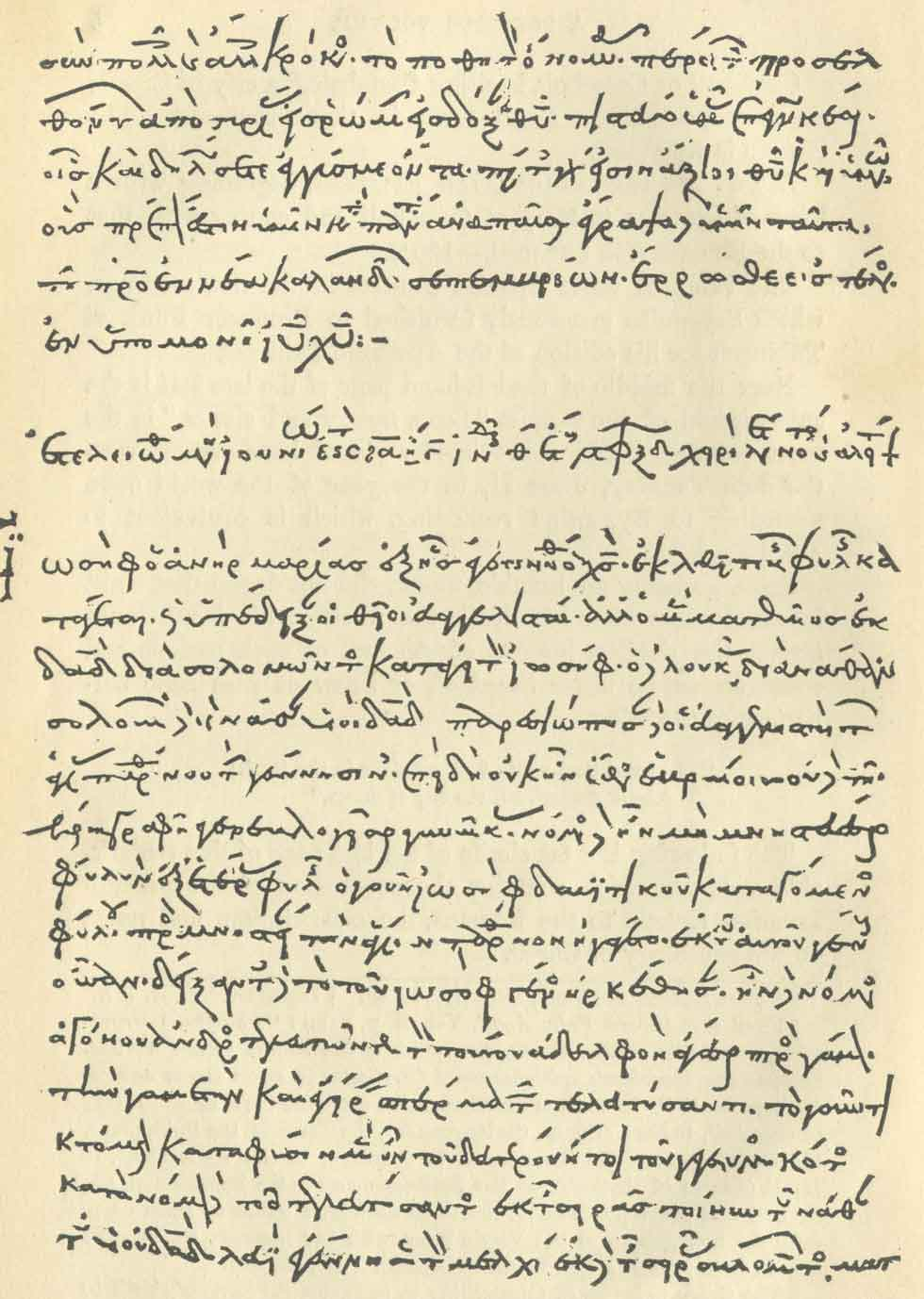
Última página de la obra, con la noticia de su composición.

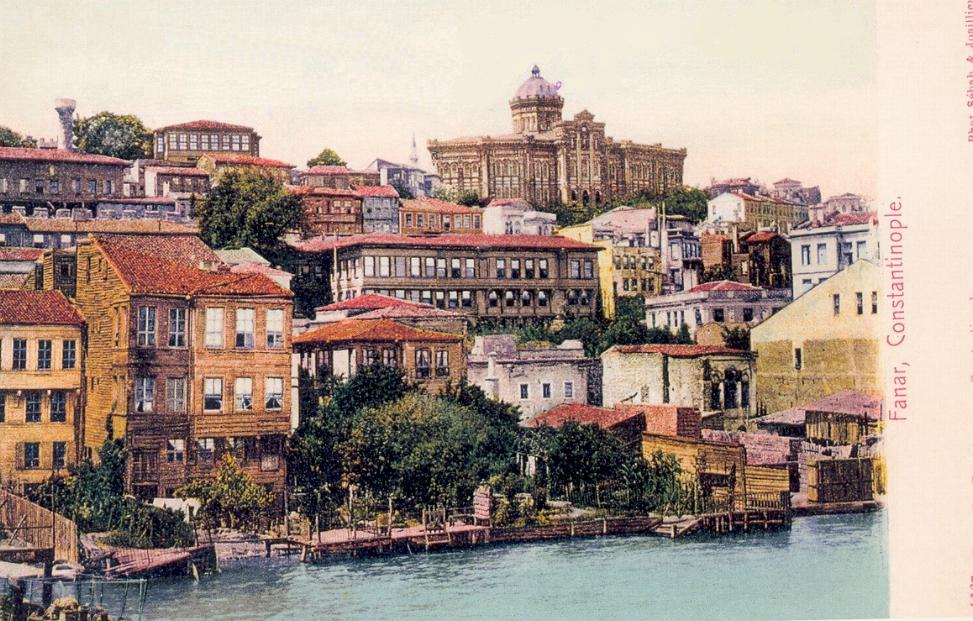
El Fanar, vista desde el Cuerno de Oro, con el Colegio ortodoxo al fondo.

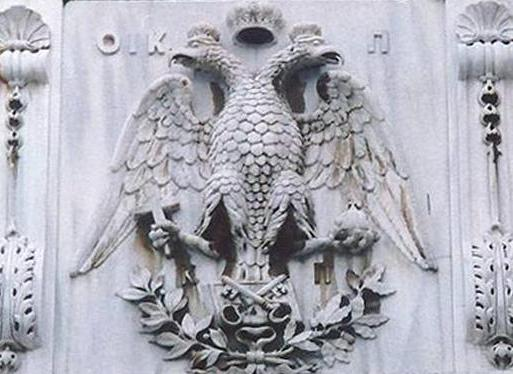
Águila bizantina, sita en la entrada del Patriarcado ortodoxo griego de Constantinopla.

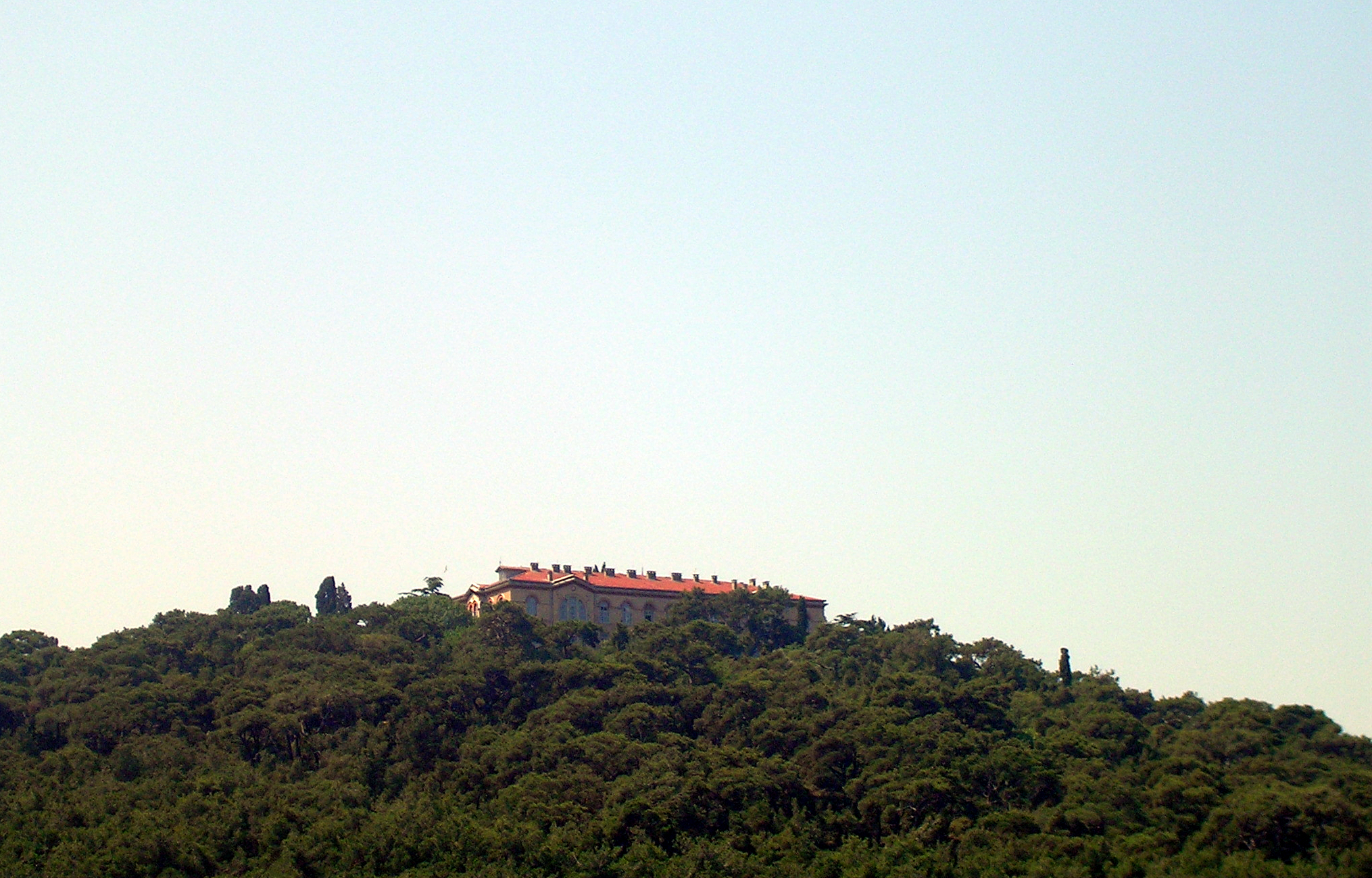
El Seminario Ortodoxo de la Isla de Chalce.

En 1875 se difundió en Occidente la noticia de un hallazgo fortuito. Dos años antes, en 1873, se había encontrado un códice griego antiguo con obras del cristianismo primitivo. La novedad llegaba con retraso, pero acompañada por la publicación de dos epístolas muy especiales incluidas en el códice. La primicia, editada en Constantinopla, decía:

Las dos epístolas de nuestro Santo Padre Clemente, obispo de Roma, a los corintios, extraídas de un manuscrito de la biblioteca del monasterio fanariota del Santísimo Sepulcro de Constantinopla y publicadas por primera vez de forma completa. Prolegómeno y notas por Filoteo Bryennios, metropolitano de Serres (Macedonia).

Los investigadores de Occidente recibieron la noticia con sorpresa y satisfacción. Hasta ese momento, las epístolas de Clemente de Roma se conocían únicamente a través del texto proporcionado por el Codex Alexandrinus al que, desgraciadamente, le faltaban unas hojas. El texto publicado por Bryennios completaba ambos escritos. Era la segunda vez en pocos años que los cimientos de la erudición cristiana moderna se veían sacudidos por un gran descubrimiento. En la década anterior, Konstantin von Tischendorf había encontrado en el monasterio de Santa Catalina el Codex Sinaiticus, gracias al cual se había recuperado una versión griega de la Biblia y la Epístola de Bernabé. El descubrimiento de Tischendorf estaba todavía presente en la memoria de los eruditos. Tanto es así que, en algún momento, Filoteo Bryennios fue llamado, por la relevancia de su hallazgo, «el Tischendorf de la Iglesia griega».
Filoteo Bryennios había nacido en Constantinopla en 1833 en el seno de una familia humilde. Apoyado por el metropolitano de Cízico ingresó en el seminario patriarcal de la Isla de Chalce. Al terminar su formación, fue ordenado diácono y se trasladó a Alemania (1856) donde asistió a clases de teología y filosofía en las universidades de Leipzig, Berlín y Múnich. Allí entró en contacto con la moderna investigación occidental. En 1861 regresó a Constantinopla como profesor de historia eclesiástica y exégesis en la misma escuela donde había estudiado. Dos años después, fue ordenado presbítero y honrado con el título de «Archimandrita del trono ecuménico de Constantinopla». En 1867, se hizo cargo de la dirección del prestigioso Colegio ortodoxo griego, una institución varias veces centenaria donde estudiaban tradicionalmente los hijos de las familias ortodoxas griegas. Dicho colegio, también llamado «Gran Escuela de la Nación», estaba situado en el Fanar, el sector griego de Estambul, junto al Cuerno de Oro. Tras la Caída de Constantinopla en 1453, la mermada población griega y la sede del Patriarcado ortodoxo griego de Constantinopla se habían ubicado en ese barrio a instancias del propio sultán. Un año después, en 1454, Mateo Kamariotis había fundado el colegio.
Próximo al colegio, y en descenso hacia el río, se encontraba el Monasterio del Santo Sepulcro, llamado también Monasterio de Jerusalén por depender de dicho Patriarcado. El monasterio, de carácter oriental, era en ese momento un agregado de edificios cuya biblioteca estaba exenta del conjunto en un pequeño edificio de piedra, con pinturas religiosas en la entrada y un interior luminoso. La biblioteca había sido examinada décadas antes por varios expertos que buscaron allí manuscritos antiguos. En 1873, Bryennios se interesó por un manuscrito de la biblioteca. Se trataba de un volumen en pequeño octavo (6x8 pulgadas), encuadernado en piel negra, con 120 hojas de pergamino bien conservado, escritas a doble cara con letra pequeña y clara procedente de una misma mano. La última hoja exhibía una breve noticia sobre su composición.

Acabado en el mes de junio, el día 11, día tercero (martes), en el año 6564, por la mano de León, copista y pecador.

El calendario ortodoxo de Constantinopla fechaba el nacimiento de Cristo en el año 5508 de la creación del mundo, así que el año 6564 de dicho calendario correspondía al 1056 d. C. del calendario juliano. Se trataba, por tanto, de un manuscrito medieval. Los monjes del monasterio no supieron informarle sobre él y el catálogo de la biblioteca decía únicamente que el volumen contenía una sinopsis bíblica de escaso valor, atribuida a Juan Crisóstomo. Sin embargo, al abrir el códice, Bryennios encontró completas las dos epístolas de Clemente de Roma y, gracias a su extensa formación patrística, se dio cuenta cabal de la importancia del hallazgo. En concreto, el códice encontrado contenía las siguientes obras:
- La Sinopsis veteri et novi testamenti, mencionada en el catálogo. Obra anónima del siglo IV atribuida[47] a Juan Crisóstomo. La recensión contenida en el códice aparecía truncada[48] en el Libro de Malaquías omitiendo, por tanto, el Nuevo Testamento (fol. 1-32).

- La Epístola de Bernabé. Obra pseudoepigráfica atribuida sin que se sepa la razón a Bernabé el Apóstol. Era conocida en parte por el texto del Codex Vaticanus[49] y por una versión latina, también truncada.[50] Desde 1862 estaba disponible la versión griega completa del Codex Sinaiticus, encontrada por Konstantin von Tischendorf en el monasterio de Santa Catalina. Bryennios utilizó el texto de su manuscrito para cotejarlo con la edición que, en 1877, preparaba Adolf Hilgenfeld en Jena (fol. 33-51).[51]

- La Primera epístola de Clemente. Extensa carta redactada por Clemente de Roma en torno al año 96 d. C.[52] con motivo de una disputa surgida en la comunidad cristiana de Corinto. En tiempos fue una obra muy apreciada.[53] Actualmente, la relevancia de su autor ha hecho que se la incluya en el grupo de los Padres apostólicos. Hasta la publicación de Bryennios era conocida por la versión del Codex Alexandrinus donde faltaba el texto de los capítulos 57,6-64,1[54] los cuales fueron publicados por primera vez en ese año (fol. 51-70).

- La Segunda epístola de Clemente. Obra anónima de mediados del siglo II, considerada hoy como la primera homilía cristiana.[55] La tradición atribuyó esta obra a Clemente de Roma, hecho que fue cuestionado abiertamente por Eusebio de Cesarea en el siglo IV y que, en la actualidad, es negado unánimemente. Es cierto, sin embargo, que las epístolas de Clemente aparecen juntas y seguidas en los dos únicos manuscritos transmisores, lo que apunta a la existencia de alguna relación entre ellas. Esta epístola también estaba truncada en los capítulos finales y, como la anterior, quedó completa con la publicación de Bryennios (fol. 70-76).

- La Enseñanza de los doce apóstoles (fol. 76-80).

- La recensión larga de las cartas de Ignacio de Antioquía, que contenía[56] la versión interpolada de sus siete cartas auténticas más las cartas espurias y la carta, también espuria, de María de Cassobolos a Ignacio (fol. 81-120). Esta nueva versión de las cartas de Ignacio no añadía gran cosa a las precedentes excepto facilitar nuevas lecturas a la edición de los Padres apostólicos que estaba preparando[57] Franz Xaver von Funk.

La importancia de la publicación de las epístolas clementinas hizo que nadie reparase en esos momentos en la obra que ocupaba los folios 76-80 del códice. La Enseñanza de los doce apóstoles, que más tarde sería conocida como la Didaché, pasó completamente desapercibida. Ni siquiera el propio Bryennios pareció darle importancia. Unos años después, el primer editor estadounidense de la Didaché escribía: «Ahora nos resulta extraño que el anuncio de aquel documento atrajese entonces tan escasa atención». En 1878, acabada la guerra entre rusos y turcos, Bryennios examinó el códice con más detenimiento y se dio cuenta de que aquella Enseñanza de los doce apóstoles que, de forma tan precaria, había sido presentada en 1875, era en realidad la única copia existente de una obra antiquísima, perdida hacía siglos y conocida tan solo por algunas breves noticias conservadas en las obras de los Padres de la Iglesia. Bryennios reanudó de inmediato su labor crítica, que culminó cinco años más tarde. En 1883, sorprendió a los investigadores con un nuevo anuncio:

La enseñanza de los doce apóstoles. Publicada por primera vez a partir del manuscrito de Jerusalén. Prolegómeno y notas por Filoteo Bryennios, metropolitano de Nicomedia. Constantinopla, 1883.
Philip Schaff (1885:9)

Esta vez el anuncio encontró la acogida que merecía. Desde hacía meses, investigadores de la talla de Adolf von Harnack disponían de una copia del escrito sobre la que estaban trabajando. La primera noticia apareció en Europa el 25 de enero de 1884 en la Allgemeine Zeitung de Múnich. Un mes después, el Durham University Journal hizo lo propio en Inglaterra. En 1885, Philip Schaff presentaba así la obra:

La Didaché llena un vacío entre la era apostólica y la Iglesia de la segunda centuria, y arroja nueva luz sobre cuestiones de doctrina, culto y disciplina. En esto reside su interés y su significado.
Philip Schaff (1885:v)

El propio Schaff comentó sobre Bryennios:

Es seguramente el prelado de la Iglesia ortodoxa con más preparación. Conoce bien la patrística, especialmente la griega, aunque también la moderna literatura alemana. Cita con soltura los escritos de Bingham, Schröckh, Neander, Gieseler, Hefele, von Drey Krabbe, Bunsen, Dressel, Schliemann, Bickell, Tischendorf, Hilgenfeld, Lagarde, Ueltzen, Funk… Ha sido invitado cordialmente por los investigadores de Occidente, tanto católicos como evangélicos, a disfrutar de un sitio de honor en la república de la erudición cristiana. La universidad de Edimburgo le ha conferido el grado honorífico de «Doctor de doctrina» (Doctor of Divinity)

Más allá del interés puramente científico de los eruditos, la Didaché se convirtió en los Estados Unidos en un fenómeno social. Si, en Europa, la discusión se mantuvo dentro de los límites del ámbito académico, en Estados Unidos, la forma práctica de entender la teología hizo que mucha gente se interesase por la obra. Casi todas las denominaciones cristianas elaboraron su propia traducción y la comentaron a su modo, ya que veían en ella confirmaciones de su propio credo. La Didaché rompía de manera inesperada el equilibrio teológico entre los grupos cristianos de Occidente y daba nuevos argumentos a trinitarios, unitaristas, baptistas, episcopalianos, anglicanos, luteranos y católicos para defender sus respectivas posturas. Mientras, en Oriente, Bryennios fue apartado discretamente de Constantinopla, donde la sede del Patriarcado había cambiado recientemente de manos. Poco después, en 1887, el manuscrito de Constantinopla abandonó la luminosa estancia de piedra donde había permanecido ocho siglos y fue trasladado a Jerusalén, a la biblioteca de aquel Patriarcado. Allí fue inscrito en el registro de entrada con la signatura: Kod. Patr. 54 y, desde entonces, es conocido como Codex Hierosolimitanus 54, Codex H54 o, sin más, manuscrito H. El mérito de haber preservado completas tres obras de los Padres apostólicos lo ha convertido en uno de los códices cristianos más importantes.

## Contexto, autoría, localización y datación de la obra

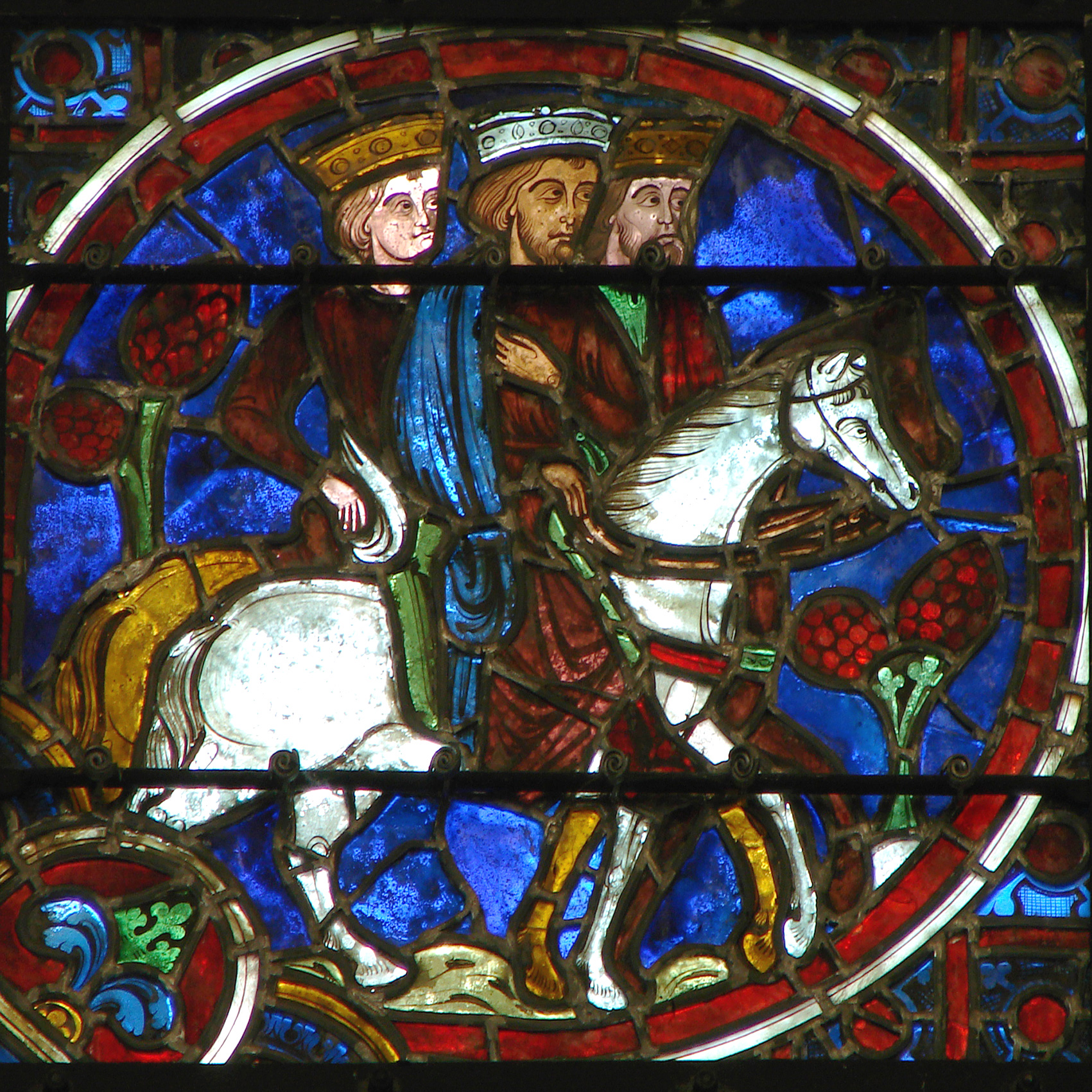
Vitral representando a los Reyes Magos, tradición que, junto con la estrella de Belén, solo es recogida por el evangelista Mateo.

La Didaché es una obra corta, de apenas 552 vocablos griegos, ordenados en cien versos y distribuidos en dieciséis capítulos. Está escrito con suma sencillez, sin arcaísmos ni recursos retóricos. Por su contenido se trata de una regla u ordenanza religiosa que, según se cree, regulaba una o varias comunidades cristianas primitivas, estableciendo su ideario moral, sus ritos, su organización y su esperanza, entendida en sentido escatológico. Poco o nada se sabe de las comunidades donde estuvo vigente la Didaché. La falta de evidencias internas en el documento, tales como menciones de lugares, nombres propios o sucesos, impide extraer conclusión alguna.
Hoy se cree que la Didaché nació en Siria, en el seno de una comunidad cristiana sita entre dos mundos: el suyo propio, modelado a partir de tradiciones judías, y un entorno pagano de moral, creencias y costumbres antagónicas. La afinidad con tradiciones típicamente mateanas o el uso de la palabra «cristianos» para referirse a los fieles (Did 12,4) respaldan esta opción. Harnack propuso un origen egipcio alejandrino en razón de la amplia difusión que tuvo en esa zona. También se puede considerar un origen palestino para explicar la ascendencia típicamente judía de las plegarias eucarísticas.
Su datación es muy variada, con una horquilla de propuestas que abarca dos siglos. Examinada por sí misma, sin tener en cuenta más que su contenido, la Didaché muestra rasgos primitivos que sugieren una datación temprana. La formulación eucarística, ajena al rito evangélico y paulino, la estructura jerárquica escasamente consolidada donde se mencionan apóstoles y doctores itinerantes, o la ausencia de polémicas de carácter gnóstico o docetista como las denunciadas por los escritos joánicos y por Ignacio de Antioquía, sugieren situar la obra a mediados del siglo I, por lo que sería contemporánea de las epístolas de Pablo de Tarso y algo anterior a los Evangelios. Otras dataciones surgen principalmente al examinar la relación de la Didaché con otros documentos. Así, por ejemplo, las afinidades con el Evangelio de Mateo permiten suponer que el didaquista conocía este evangelio, lo que implicaría retrasar la redacción de la Didaché a comienzos del siglo II. Una dependencia con el El Pastor de Hermas, que es un documento de datación precisa, implicaría retrasarla más allá del año 150 d. C. Nunca más allá del año 250 d. C., debido a las citas de Clemente de Alejandría y a la composición, también conocida, de la Didascalia apostolorum. La falta de certeza en estas dependencias hace que la opción más aceptada por los estudiosos sea la primera: mediados del siglo I.
Del autor no se puede afirmar mucho. No solo se desconoce su identidad, sino también si hubo uno o varios. Esto se debe a que la Didaché no fue redactada en el sentido usual del término, sino compuesta de manera progresiva a partir de materiales literarios preexistentes. Parte de esos materiales fueron tomados del judaísmo. Otra parte incorporó tradiciones de su entorno que, como la oración del padrenuestro, cristalizaron asimismo en el Evangelio de Mateo. La diversa procedencia de estos materiales, unida a la imprecisión de la datación, ha permitido hablar de uno, dos o incluso tres autores actuando en sucesivas épocas, así como de un interpolador responsable de ciertos pasajes.
Con el paso de los siglos la Didaché quedó en desuso, pero la concreción e influencia de sus regulaciones hace que este documento sea considerado como un «primer esbozo de ordenación eclesiástica y molde para escritos subsiguientes».

## Estructura y contenido de la obra

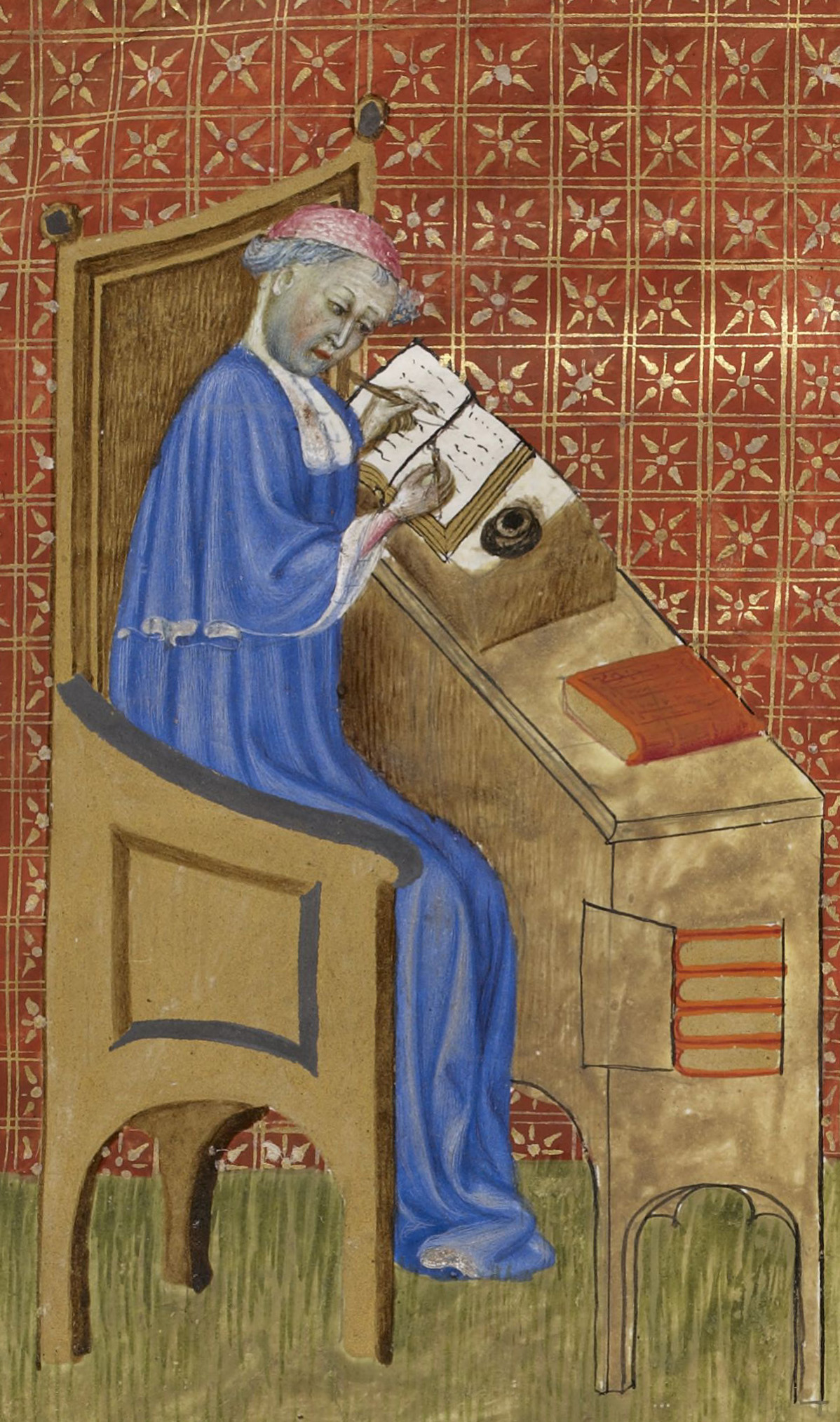
Copista medieval, provisto con la pluma y el raspador.

Para su estudio, la Didaché se divide en tres secciones y un epílogo. En primer lugar, viene la sección moral o catequética (Did 1-6), donde se describe la preparación ética que debía alcanzar todo aquel que solicitaba el ingreso en la comunidad. Para su composición, el didaquista se sirvió de un escrito judío conocido como la Instrucción de los dos caminos, el cual cristianizó en algunos puntos para adaptarlo al uso concreto que se le iba a dar. A continuación de la sección moral se encuentra la sección litúrgica, ocupando los capítulos 7-10 de la obra. Se llama así porque en ella se describen los usos relacionados con el culto de la comunidad. Los elementos tratados son el bautismo, los ayunos, la oración y la eucaristía y, sobre ellos, el autor ofrece instrucciones concretas que conservan un aire arcaico y difieren significativamente de la liturgia cristiana al uso en Oriente y Occidente. En esta sección, los estudiosos reconocen influencias provenientes del judaísmo, aunque no haya unanimidad en su cuantía y origen. La tercera parte es la sección disciplinar, que ocupa los capítulos 11-15. Aquí, la comunidad abandona la intimidad de sus ritos y se abre a la llegada de profetas y doctores a los que es preciso distinguir de embaucadores y falsos maestros. También se menciona de pasada lo que parecen ser los rudimentos de una jerarquía eclesiástica local, tránsito según Harnack entre la organización primitiva asamblearia y la ulterior organización episcopal. La Didaché termina con un epílogo escatológico (Did 16) de carácter conclusivo que tiene elementos típicos del género apocalíptico, como la salvación, el final de los tiempos, con sus pruebas y tribulaciones, la necesaria vigilancia frente al mal y el retorno final del Señor «sobre las nubes del cielo» (Did 16,8).

### Los dos títulos

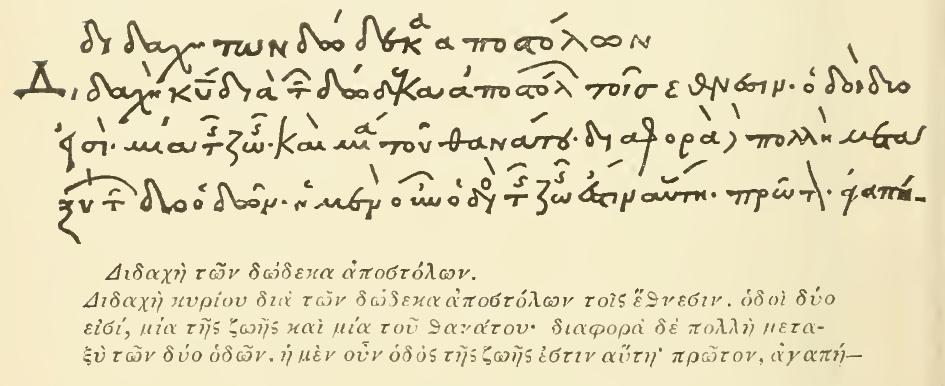
Reproducción de los dos títulos de la Didaché, exhibidos en el Manuscrito de Jerusalén.

El códice jerosolimitano transmitió la Didaché bajo dos títulos. En la cuarta línea del folio 76, empezando a contar desde abajo, estaba escrito: Enseñanza de los doce apóstoles (en griego antiguo: Διδαχὴ τῶν δώδεκα ἀποστόλων). Una línea después, e integrado en el texto, había un segundo título que ampliaba el primero: Enseñanza del Señor a las naciones por medio de los doce apóstoles (en griego antiguo: Διδαχὴ Κυρίου διὰ τῶν δώδεκα ἀποστόλων τοῖς ἔθνεσιν). La primera palabra de ambos, Διδαχή (Didaché), es la que prevaleció para referirse a la obra. Según el primer título, la obra recogía la enseñanza de los doce apóstoles de Jesús de Nazaret, la cual, al provenir del colegio de los doce, representaría lo más granado de la doctrina. El segundo título reforzaba esa idea al precisar que la enseñanza provenía en última instancia del Señor, expresión utilizada en la literatura cristiana para referirse a Jesús de Nazaret. No sería, por tanto, la enseñanza de los doce apóstoles, sino la enseñanza del Señor, transmitida a través de ellos. Dicha enseñanza tendría por destinatarios a las naciones del mundo (en griego antiguo: τοῖς ἔθνεσιν) o gentiles, es decir, a los pueblos que en aquella época conformaban el Imperio romano, tanto de Oriente como de Occidente. 
El marco para interpretar los dos títulos es un pasaje del Evangelio de Mateo, en concreto Mt 28,19. Allí se dice que, estando reunidos los discípulos después de la pasión y muerte de Jesús de Nazaret, aparece el Señor resucitado y les da la encomienda:

Id y enseñad a todas las naciones, bautizándolas en el nombre del Padre, del Hijo y del Espíritu Santo (Mt 28, 19).

La encomendación tiene dos partes. Primero, transmitir la enseñanza del Señor a las naciones. Después, la formulación trinitaria del bautismo (Padre, Hijo y Espíritu Santo) que acompaña esa enseñanza como un sello. Ambos elementos son típicamente mateanos y forman parte de las similitudes entre el Evangelio de Mateo y la Didaché. A tenor de los títulos, la Didaché contendría la enseñanza impartida por los doce apóstoles poco después de la muerte de Jesús de Nazaret. Sin embargo, no hay rastro de ellos en todo el escrito. Los únicos apóstoles que se mencionan son referidos de manera genérica en el capítulo 11 de la obra como maestros itinerantes. Esta discordancia esencial entre los títulos y el contenido real de la obra hizo que durante décadas prevaleciese la idea de que la Didaché era una obra pseudoepigráfica, cuyo autor atribuyó a los doce apóstoles para beneficiarse de su autoridad.

### La sección moral

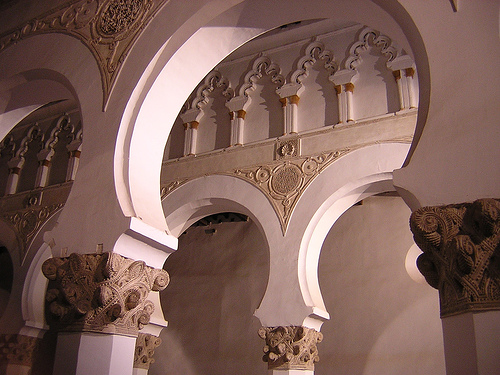
Arquería en una antigua sinagoga judía.

A continuación del segundo título comienza la sección moral, que abarca los seis primeros capítulos de la obra. Esta sección describe la preparación a la que debían someterse los gentiles que deseaban entrar en la comunidad del didaquista. La perspectiva del escrito es la de una comunidad judeocristiana que regula la admisión y socialización de conversos gentiles. Ingresar en una comunidad judeocristiana no era sencillo para un pagano debido a las diferencias religiosas y morales existentes entre ambas culturas. El paganismo era un universo religioso de carácter politeísta, donde convivían cultos muy dispares. Se adoraba a los dioses del panteón grecorromano, a los dioses locales, a los dioses familiares, a los dioses naturales (fuentes, montes, etc.). Dentro de este mosaico de credos, el judaísmo y el cristianismo eran religiones muy particulares, pues no solo creían en un único Dios, sino que se negaban a prestar culto a otros dioses, en particular a los emperadores. Otro aspecto diferenciador era la moral, más relajada en el mundo grecorromano. El aspirante en ciernes debía abandonar buena parte de sus costumbres, con la ruptura social consiguiente, y adoptar formas de vida más estrictas. La preparación era larga y tutelada por maestros que se servían de esta sección de la Didaché para enseñar los nuevos compromisos. El núcleo de dicha enseñanza estaba formado por la llamada Instrucción de los dos caminos, un dualismo ético (bien-mal, vida-muerte, luz-oscuridad) presente también en varios escritos judíos y cristianos, que comienza:

Existen dos caminos: el de la vida y el de la muerte. Bien diferentes son (Did 1,1).

La noción de los dos caminos había arraigado en el judaísmo a través de un pasaje del Deuteronomio: «Hoy pongo ante ti la vida con el bien, y la muerte con el mal» (Deut. 30,15). También con este pasaje de Jeremías: «Yo pondré ante ti el camino de la vida y el camino de la muerte» (Jer. 21,8). Desde la tradición judía pasó luego a la cristiana de forma que, a partir de entonces, convivieron recensiones judías y cristianas de la misma enseñanza, más o menos diferentes. La versión del manuscrito H54 contiene, por ejemplo, un bloque (Did 1,3-2,1) que no figura en algunas versiones cristianas, como la traducción latina (Doctrina apostolorum), la arábiga (Vida de Shenudi), o la adaptación griega contenida en la Epístola de Bernabé, aunque sí está en el papiro Oxirrinco 1782. Este bloque se conoce como sección evangélica porque expone material próximo al Sermón del Monte de Mateo que podría proceder quizá de la Fuente Q, hipotética predecesora de ambos. 

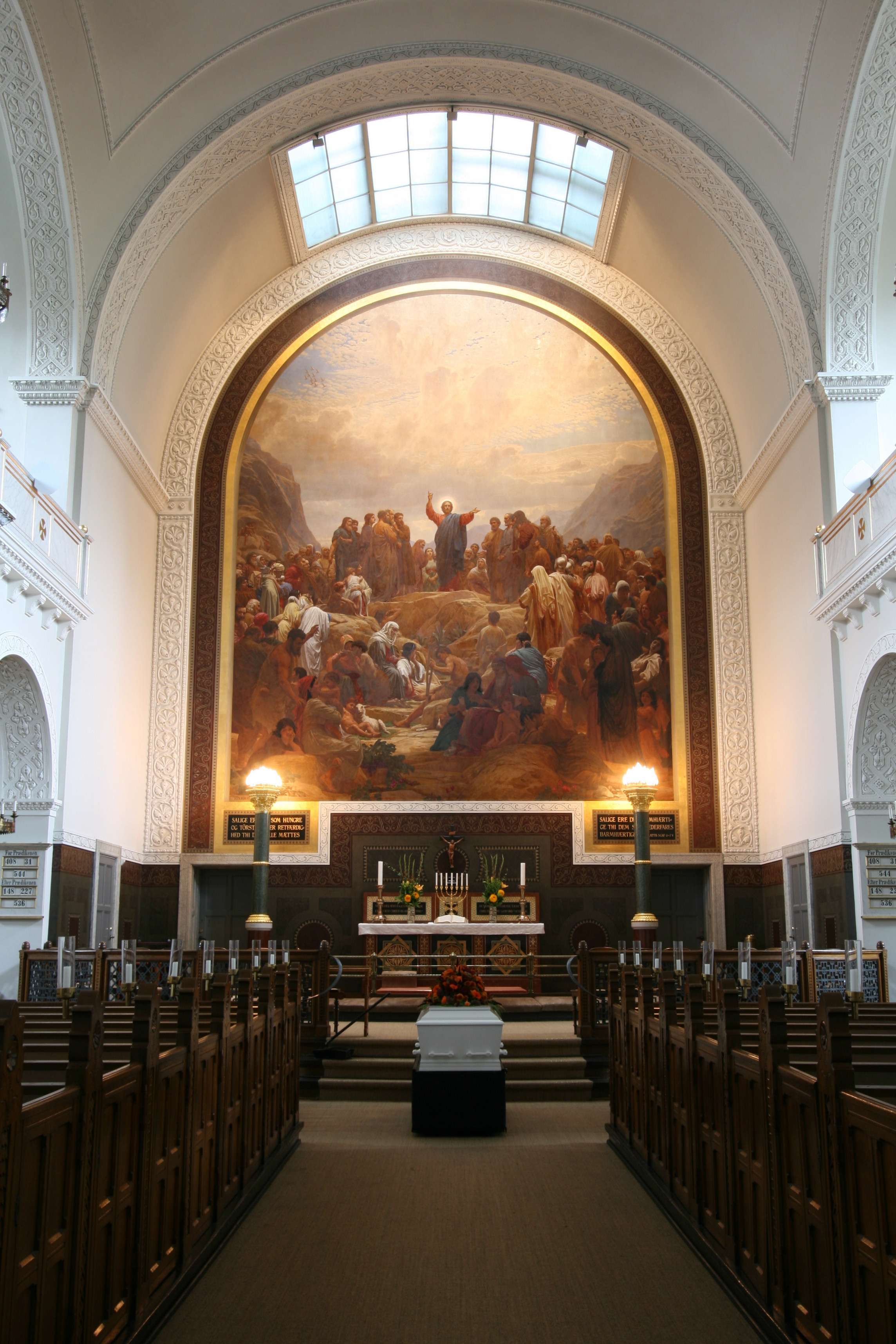
Representación del Sermón del Monte en la iglesia de San Mateo de Copenhague.

La primera parte describe los valores éticos positivos de la comunidad —el camino de la vida— y después se trata su contraparte negativa —el camino de la muerte—. Según se indica en la obra, el camino de la vida tiene por primer mandamiento amar a Dios sobre todas las cosas y al prójimo como a uno mismo (Did 1,2), no hacer a los demás lo que no se desea para uno mismo (Did 1,2), amar a los enemigos (Did 1,3), evitar las pasiones carnales (Did 1,4), poner la otra mejilla (Did 1.5), dar la túnica además del manto (Did 1,5), dar limosna pero que, antes, «sude en la mano» (Did 1,6). 
El segundo mandamiento consiste en no matar, no robar, no corromper, no fornicar, no hacer magia, no abortar (Did 2,2), no perjurar, no calumniar (Did 2,3), no hablar mal (Did 2,4), no ser avaro ni soberbio (Did 2,6), no odiar (Did 2,7), no ser irascible o envidioso porque eso conduce a la disputa y al homicidio (Did 3,2), no ser voluptuoso porque eso conduce al adulterio (Did 3,3), no ser adivino o astrólogo porque eso conduce a la idolatría (Did 3,4), no ser embustero o avaro porque eso conduce al robo (Did 3,5). Ser manso porque los mansos «heredarán la tierra» (Did 3,7), paciente, misericordioso (Did 3,8), justo, humilde (Did 3,9), saber que nada sucede sin Dios (Did 3,10). 
La Didaché insta a tener presente a los que anuncian al Señor (Did 4,1), acercarse a los santos (Did 4,2), no provocar cismas (Did 4,3), corregir a todos sin distingos, no vacilar (Did 4,4), ser generoso (Did 4,5), compartir los bienes (Did 4,8), educar a los hijos en el Temor de Dios (Did 4,9), el amo no debe ser duro con los esclavos (Did 4,10) y los esclavos deben obedecer a sus amos «como imagen de Dios». Se debe odiar la hipocresía (Did 4,12), guardar los mandamientos (Did 4,13), confesar las faltas en la asamblea (Did 4,14). Concluye diciendo: 

Este es el camino de la vida.

A continuación describe el camino de la muerte, donde el didaquista parece enumerar las prácticas paganas que resultaban más abominables para judíos y cristianos. Según la Didaché, el camino de la muerte está hecho de asesinatos, adulterios, fornicaciones, robos, idolatría, magia (Did 5,1), persecución de los justos, amor a la mentira, asesinato de niños, desconocimiento de Dios, injusticia de los jueces, olvido del necesitado, defensa de los ricos, crueldad con el pobre (Did 5,2). Concluye diciendo: 

Alejaos de todo esto (Did 5,2).

Después de la Instrucción de los dos caminos, el didaquista se dirige al iniciando, exhortándole a que nadie le desvíe del camino de la vida (Did 6,1). La expresión utilizada para describir esta observancia es «llevar el Yugo del Señor», y asegura: «Si puedes llevarlo, serás perfecto. Si no, haz lo que puedas» (Did 6,2). Esta tolerancia final de la instrucción sugiere una estrategia más o menos organizada para acercar la religión cristiana a los gentiles, muchos de los cuales se sentían atraídos por la simplicidad del monoteísmo, pero sentían rechazo hacia ciertas prácticas propiamente judías como la circuncisión. La estrategia consistiría en ofrecer el cristianismo sin las obligaciones derivadas de una observancia completa de la Torá judía (el Yugo del Señor).

### La sección litúrgica
La preparación descrita en la sección moral puede interpretarse como una iniciación, en sentido antropológico. Mircea Eliade entendía la iniciación como un conjunto de ritos y enseñanzas orales, cuyo propósito era producir una alteración decisiva en el estatus social y religioso del iniciando. En una primera fase, el individuo era separado de su entorno a través de una alteración de sus condiciones espaciales (aislamiento), temporales (vigilias) o alimentarias (ayunos). Durante ese tiempo el individuo se encontraba en un limbo liminal donde quedaban en suspenso las reglas anteriores de su vida sin que las nuevas hubiesen adquirido aún vigencia. Llegado el tiempo, el individuo era reintroducido en su ambiente a través de una ceremonia de reconocimiento, habiéndose producido en el ínterin una transformación de su estatus. A veces, el rito de iniciación no pretendía reintroducir al iniciando en su medio original, sino consolidar su extracción y prepararlo para su ingreso en un medio nuevo. Tal era el caso de la Didaché. El pagano era extraído de su medio religioso habitual y, después de un tiempo de prueba, era presentado a la comunidad. La preparación culminaba en la ceremonia del bautismo o iluminación. Con el bautismo comenzaba su vida como cristiano.

#### El bautismo

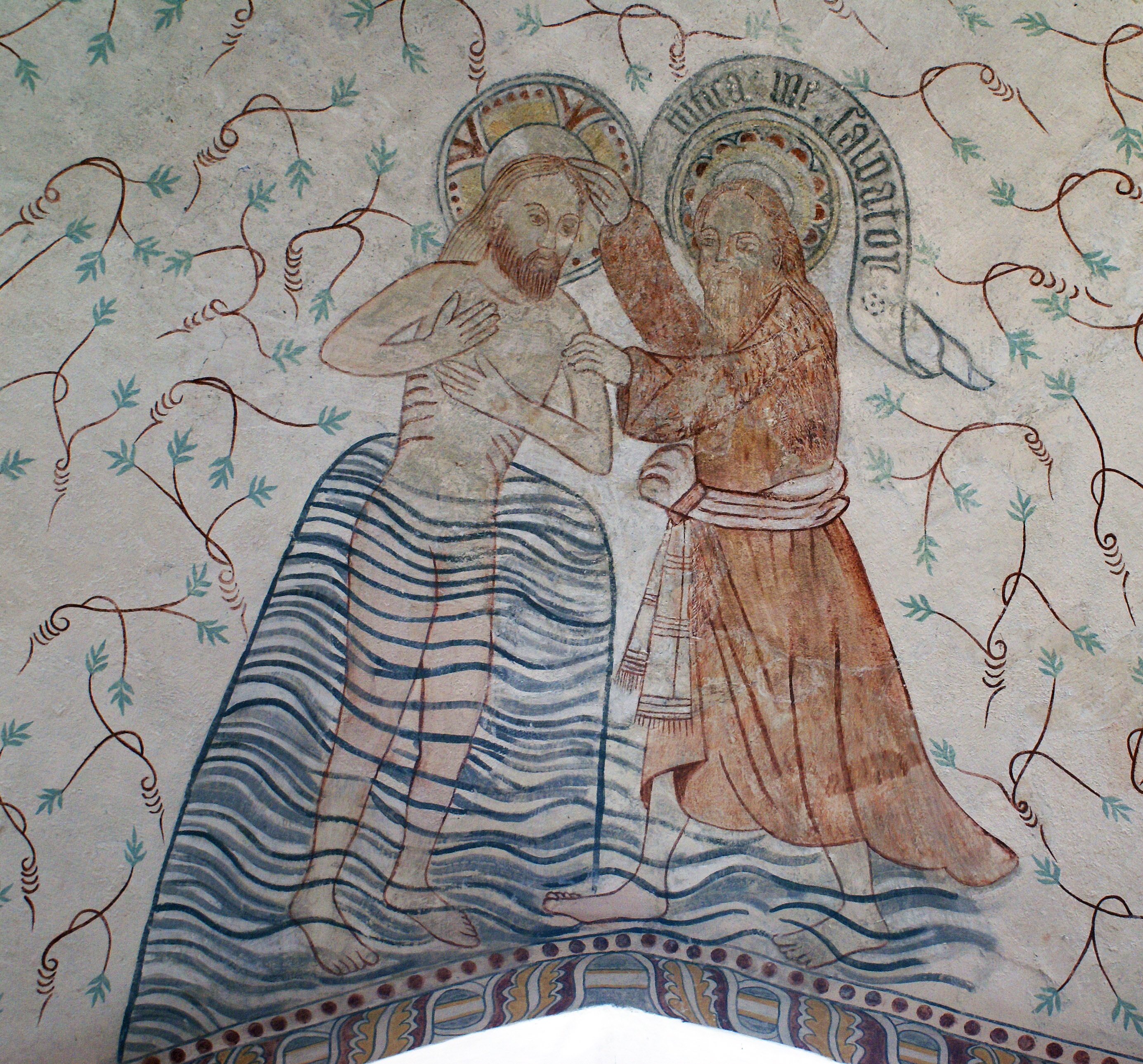
Representación del bautismo de Jesús de Nazaret.

El bautismo era una práctica central en el cristianismo primitivo, y su huella puede encontrarse por toda la literatura cristiana de la época. Su importancia es destacada por todos los evangelistas, que relatan el Bautismo de Jesús de Nazaret en el río Jordán. Los Hechos de los apóstoles ofrecen relatos de bautismos, mediante los cuales gente diversa como Cornelio el centurión o el Eunuco etíope se convierten al cristianismo. La práctica del bautismo está atestiguada también por las cartas de Pablo de Tarso:

También bauticé a la casa de Estéfana… (1 Cor 1,16).

La Didaché, sin embargo, es el primer texto conocido que ofrece instrucciones concretas para su celebración. En este sentido es un documento clave para estudiar los orígenes de la liturgia cristiana. El bautismo era solo para adultos. Antes de la ceremonia, se prescribía un ayuno de uno o dos días para el bautizando y el que bautizaba (Did 7,4). Llegado el día, debía buscarse un lugar con «agua viva» (Did 7,2) porque el bautismo se realizaba por inmersión, es decir, el bautizando sufría una inmersión total en el agua durante la ceremonia. La celebración del bautismo debía entrañar cierta dificultad en las estaciones invernales por la propia gelidez de las aguas. De ahí, tal vez, la recomendación ulterior. «Si no puedes utilizar agua fría, utiliza agua caliente» (Did 7,3). Solo excepcionalmente se permitía la afusión:

Si no tenéis nada de esto, derramad tres veces agua sobre la cabeza… (Did 7,3).

Un siglo después, hacia el año 150, Justino Mártir se refería al bautismo en términos parecidos. Había un ayuno previo, un acto de arrepentimiento, de perdón y una declaración de compromiso tras la cual: «... los conducimos a un paraje con agua donde se regeneran de la misma forma que nosotros fuimos regenerados» (Apol I, 61). Sin embargo, el bautismo de la comunidad didaquista no hacía hincapié en el arrepentimiento y el perdón de los pecados, sino en la purificación por el agua (Did 7,2-3). Tampoco hay huella de la concepción paulina que relaciona el bautismo con la muerte de Jesús de Nazaret: 

... hemos sido bautizados para participar en su muerte (Rom 6,3).

La relación con el Evangelio de Mateo aparece atestiguada en este pasaje, pues el didaquista prescribe el uso de la fórmula trinitaria: «Bautizad en el nombre del Padre, del Hijo y del Espíritu Santo» (Did 7,1), aunque bien puede ser una adición tardía, porque en otro lugar se menciona una fórmula cristológica: «... a no ser los bautizados en el Nombre del Señor» (Did 9,5).

#### Oración y ayuno

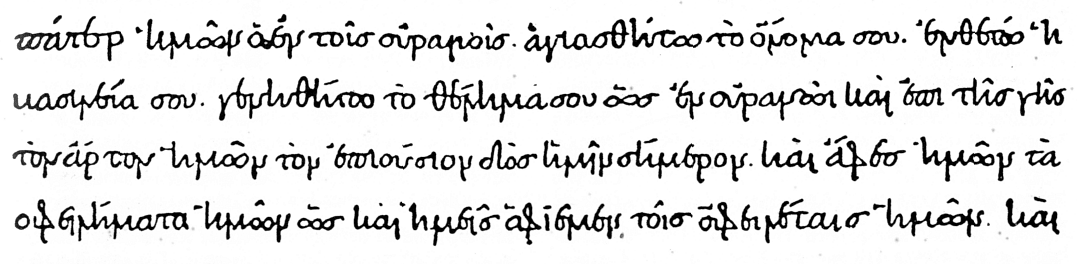
Fragmento griego del padrenuestro.

Otro ejemplo de la estrecha relación entre la Didaché y el Evangelio de Mateo es la redacción del padrenuestro (Did 8,2). Existen dos redacciones del padrenuestro, recogidas por San Mateo (Mt 6, 9-13) y San Lucas (Lc 11, 1-4) que difieren significativamente. Orígenes explicaba estas diferencias suponiendo que Jesús de Nazaret ofreció dos versiones distintas de la misma oración en dos ocasiones diferentes. Actualmente se tiende a pensar que la versión de Lucas es más próxima en contenido al original, mientras que Mateo habría mezclado otros dichos de Jesús ajenos a esta oración. Esto no quitaría, pese a todo, interés a la versión de Mateo porque, estando las dos fórmulas redactadas en griego, el griego de Mateo sería más fiel al arameo empleado originalmente en la oración. Además de las versiones evangélicas, la Didaché ofrece una tercera versión, similar en casi todo a la de Mateo. 

Padre Nuestro, que estás en los cielos
santificado sea tu nombre
venga tu reino
hágase tu voluntad en la tierra como en el cielo.
Danos hoy el pan nuestro de cada día
y perdona nuestras deudas,
así como nosotros perdonamos a nuestros deudores
y no nos dejes caer en la tentación
y líbranos del Mal. (Did 8,2)

Después de esto, añade una doxología o alabanza, ausente en la redacción de Mateo:

Porque tuyo es el Poder y la Gloria
por los siglos. (Did 8,2).

y que hace de esta versión la más larga de todas. El padrenuestro debía rezarse cada día tres veces (Did 8,3). Estos rezos debían combinarse con ayunos. En este punto, la comunidad cristiana buscaba diferenciarse de los judíos. Si estos ayunaban «el segundo y el quinto día de la semana» (lunes y jueves), en la comunidad del didaquista los ayunos se prescribían «el cuarto y el día de la preparación» (miércoles y viernes) (Did 8).

#### Eucaristía

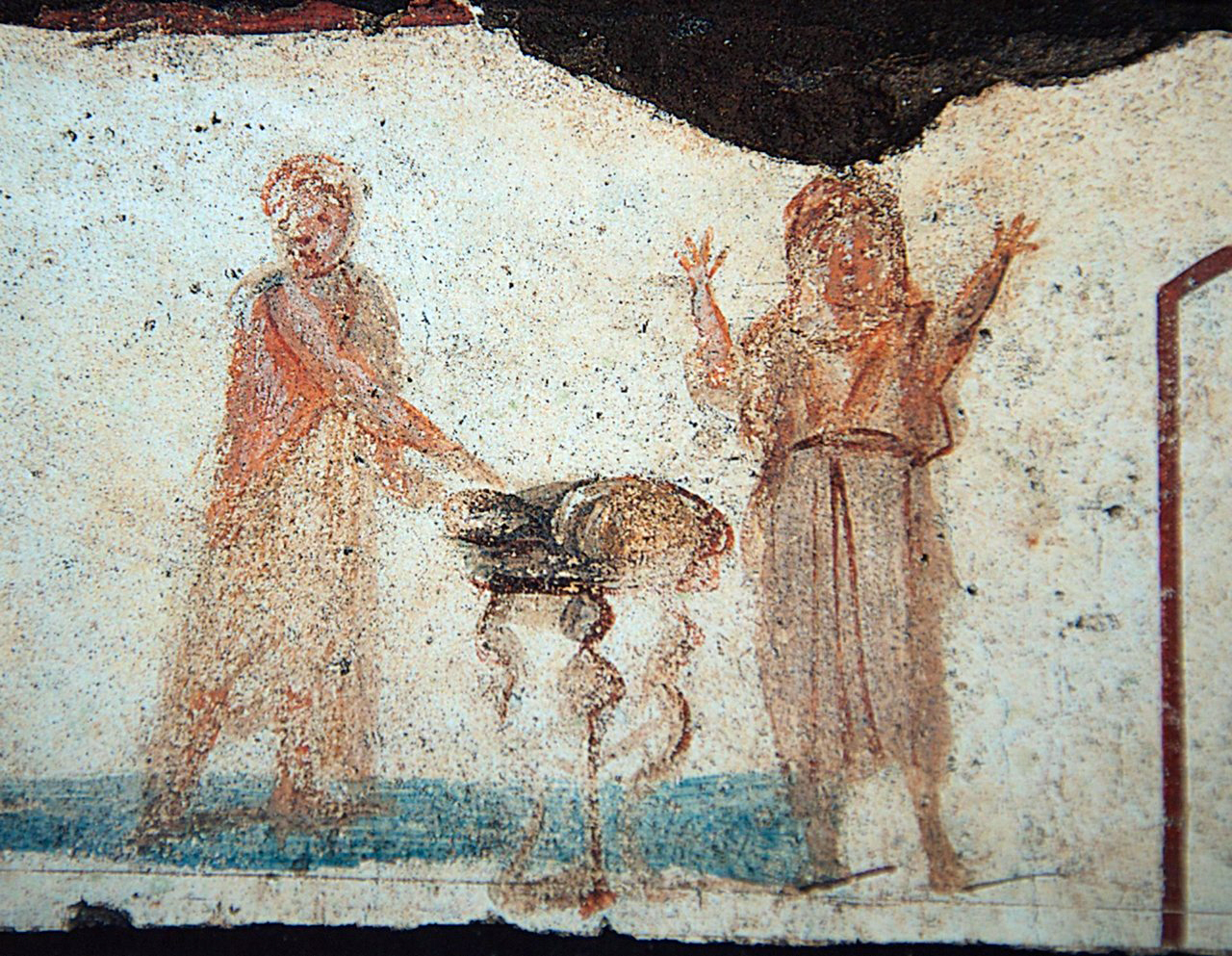
Fracción del pan representada en los frescos de una catacumba.

Los capítulos 9 y 10 contienen instrucciones referentes a una celebración comunitaria que, por el uso que hace del vino y del pan, bien puede llamarse, y así lo hace el didaquista, eucaristía (Did 9,1). La eucaristía es, al igual que el bautismo, uno de los sacramentos instituidos por Jesús de Nazaret. Antes que en ningún otro escrito, es mencionada por Pablo de Tarso en la primera carta de Pablo a los corintios (1 Co 11,23-2). 

[23] Porque yo recibí del Señor lo que también os he enseñado: Que el Señor Jesús, la noche que fue entregado, tomó pan [24] Y habiendo dado gracias, lo partió, y dijo: Tomad, comed: esto es mi cuerpo que por vosotros es partido: haced esto en memoria de mí. [25] Asimismo tomó también la copa, después de haber cenado, diciendo: Esta copa es el nuevo pacto en mi sangre: haced esto todas las veces que bebiereis, en memoria de mí. [26] Porque todas las veces que comiereis este pan, y bebiereis esta copa, la muerte del Señor anunciáis hasta que venga. (1 Co 11,23-2)

Además de Pablo, es descrita en términos parecidos en los evangelios sinópticos: Marcos (Mc 14,22-25), Lucas (Lc 22,14:20) y Mateo (Mt 26,26-29). El Evangelio de Juan relata también la Última Cena (Jn 13), pero omite o desconoce las fórmulas rituales; sin embargo, se encontraron ciertos paralelismos entre la celebración eucarística que se instruye en la Didaché y el capítulo 17 del Evangelio de Juan, visto desde una interpretación eucarística.
Un aspecto importante es el orden de las ofrendas. En los escritos de Pablo, Mateo y Marcos, la primera parte de la eucaristía se desarrolla en torno al simbolismo del pan: «Tomad y comed todos de él, porque éste es mi cuerpo», y la segunda en torno al del vino: «Tomad y bebed todos de él porque ésta es mi sangre». Esta relación de las preces (el pan y el vino) con el cuerpo y la sangre de Jesús de Nazaret se encuentra también en Lucas, pero en su relato se bendice primero el vino, luego el pan y nuevamente el vino.
Fuera de la Biblia, la Didaché contiene la primera mención de la palabra eucaristía referida al rito cristiano. La eucaristía que se regula es, sin embargo, sorprendente. Al igual que el ritual lucano, se bendice primero el vino, pero no como sangre de Cristo, sino de esta manera:

Te damos gracias, Padre Nuestro, por el vino santo de David que nos diste a conocer por Jesús, tu siervo (Did 9,2).

Después se parte el pan, pero no como cuerpo de Cristo, sino diciendo:

Te damos gracias, Padre Nuestro, por la vida y el conocimiento que nos diste a conocer por Jesús, tu siervo (Did 9,3).

En ningún momento se mencionan las palabras de institución de la última cena, o el carácter conmemorativo del acto. Parece tratarse de una cristología de carácter davídico, que acentúa la relación entre la figura veterotestamentaria del rey David y la figura neotestamentaria de Jesús de Nazaret, haciendo a este último heredero, no solo físico, sino también, y sobre todo, espiritual. Esta cristología aparece asimismo en (Did 10,6), cuando dice: «¡Hosanna al Dios de David!». En tres oportunidades se menciona el carácter sacrificial (Did 14,1-3) y, en dos, la pureza (Did 14,1.3) del rito, al que se describe como «comida y bebida espiritual y de vida eterna» (Did 10,3). La Didaché establece que, para participar en esta liturgia, era necesario haber sido iniciado en el cristianismo (bautizado) porque: 

... acerca de esto dijo el Señor: «No deis lo santo a los perros» (Did 9,5).

Coincide esta admonición con la regla que un siglo después daría Justino el Mártir en su Primera Apología, de que los no bautizados tenían estrictamente vedada su participación en el rito. La frase «No deis lo santo a los perros», que el didaquista atribuye «al Señor», coincide palabra por palabra con el versículo 7,6 del Evangelio de Mateo, lo que añade relevancia a la cuestión de la posible dependencia entre ambos escritos, ya de por sí notable por la similitud en la redacción del padrenuestro.
El didaquista vuelve sobre el tema en el capítulo XIV al regular la reunión dominical. Sin mencionar la eucaristía, habla de partir el pan «... después de haber confesado vuestros pecados (...) a fin de que vuestro sacrificio sea puro» (Did 14,1). Acompaña la regulación afirmando que la ofrenda dominical no debe profanarse con rencillas (Did 14,3), y cita unas palabras de Malaquías (Mal 1,11) a modo de cumplimiento: «Pues a éste (sacrificio) se refiere el Señor: En todo lugar y en todo tiempo me ofreceréis un sacrificio puro». 
Todo esto ha suscitado dudas interpretativas sobre la naturaleza y el origen del ritual eucarístico descrito en estos capítulos. Ambas cuestiones, naturaleza y origen, se relacionan, pues la forma de las oraciones y el desarrollo del ritual recuerdan a las ceremonias judías relacionadas con la comida y de cuya evolución pudo formarse el ritual eucarístico cristiano. En concreto se establecen paralelismos entre (Did 9) y las oraciones judías conocidas como Berakhot y Amidá. Asimismo, entre (Did 10) y Birkat Hamazón. En cuanto a la naturaleza del ritual, no está claro de si se trata de un ágape, una eucaristía o alguna de las posibilidades intermedias.

### Sección disciplinar

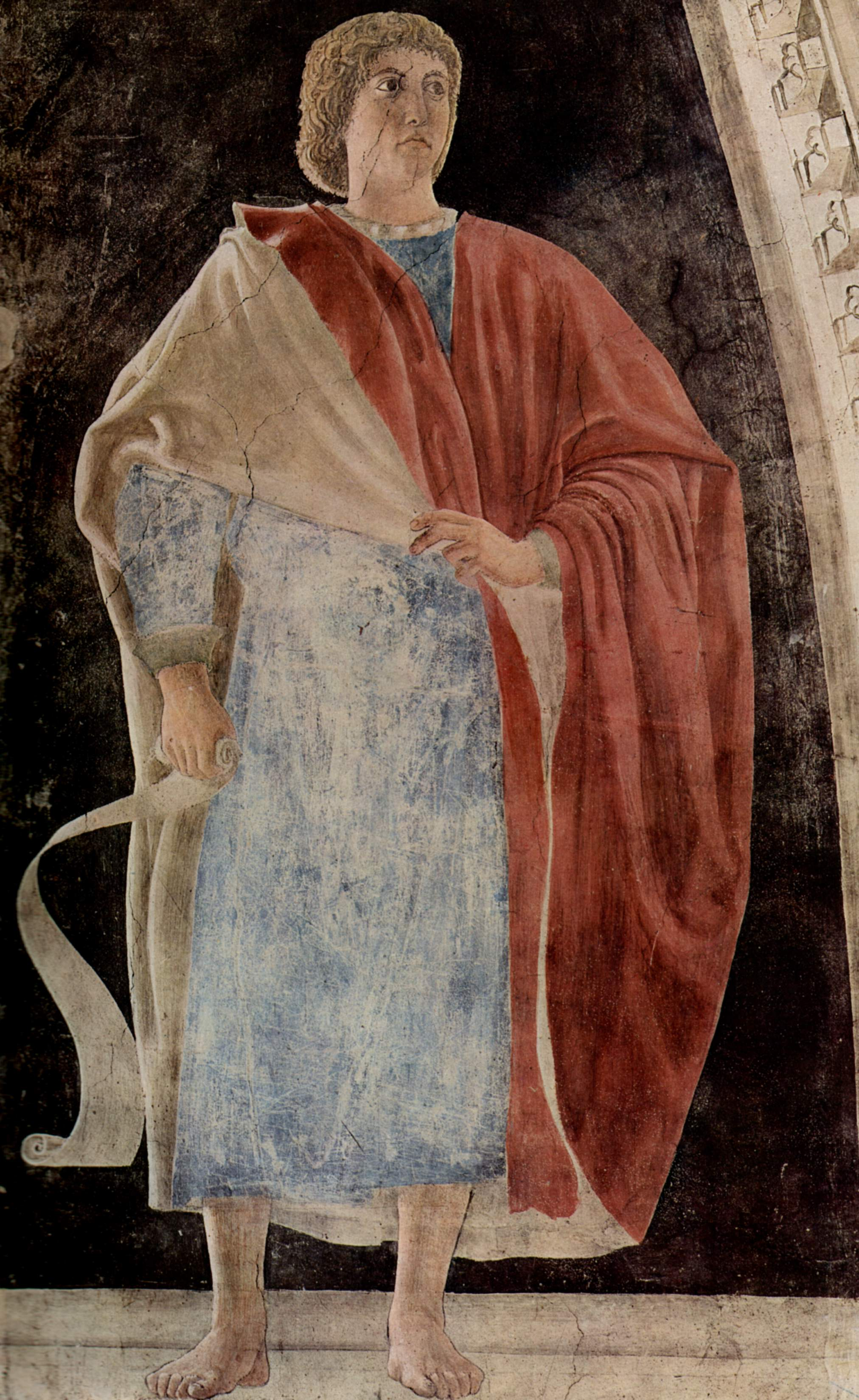
Representación de un profeta por Piero della Francesca.

Los capítulos 11-15 de la obra forman la sección disciplinar. En ella, el didaquista da una serie de instrucciones relativas a la organización de la comunidad. Se trata de una de las partes que ha suscitado más interés entre los estudiosos porque la formación de la jerarquía eclesiástica tripartita (obispos, presbíteros y diáconos) en las comunidades cristianas primitivas es un proceso del que no se sabe demasiado y la comunidad del didaquista parece estar a medio camino entre la organización asamblearia y el episcopado monárquico, por lo que constituye una suerte de eslabón perdido en la historia de la Iglesia. Muchas comunidades del siglo I tenían una estructura asamblearia consistente en que los miembros se reunían en la asamblea (ekklesia) y, a través de esos encuentros, se desarrollaba la vida comunitaria. Aparte de esto, dichas comunidades eran visitadas, de manera ocasional o periódica, por maestros que impartían enseñanzas, orientaban a la comunidad y oficiaban celebraciones. Estas personas eran llamadas apóstoles, aunque no formasen parte estrictamente del círculo de los doce. Con el paso del tiempo, las comunidades se estructuraron formando órganos de gobierno y representación que cristalizaron en la jerarquía tripartita. A comienzos del siglo II, las cartas de Ignacio de Antioquía muestran unas Iglesias estructuradas en torno a sus obispos, los cuales ocupan ya un lugar monárquico. La comunidad del didaquista ocupa, por su organización, un lugar intermedio entre estos extremos. Por una parte se mencionan apóstoles, doctores y profetas (Did 11,3), elementos característicos del tiempo asambleario, de los que dice:

Recibid a todo apóstol que llegue a vosotros como si recibieseis al Señor (Did 11,4).

Pero, al mismo tiempo, aconseja elegir obispos y diáconos (Did 15). El documento parece testigo de una época de transición dentro del cristianismo primitivo. Al menos, así lo interpretó Adolf von Harnack en 1884, cuando publicó su comentario de la Didaché. El didaquista detalla a continuación algunas cautelas que deben guardarse hacia los apóstoles itinerantes: «Puede estar un día con vosotros y, si tiene necesidad, quedarse dos. Si se queda tres, es un falso profeta» (Did 11,5). Cabe pensar en la existencia de charlatanes y falsos predicadores que iban de comunidad en comunidad aprovechándose de la gente. Añade luego, de manera taxativa: «Si pide dinero, es un falso profeta» (Did 11,6).
La frontera entre las atribuciones de la jerarquía local y los profetas itinerantes es bastante difusa en la Didaché. Los profetas pueden celebrar la eucaristía (que sería, a priori, tarea de los obispos y la jerarquía local) (Did 10,7). A su vez, los obispos y diáconos pueden profetizar (Did 15,1). No está claro el papel de los doctores y los profetas en esta economía mancomunitaria, pues el didaquista no necesitaba mencionárselo a sus destinatarios. En general se atribuye o supone a los doctores la facultad de enseñar y a los profetas el hecho de hablar en espíritu, signifique esto lo que signifique.
Adolf von Harnack no solo vio en la Didaché un testimonio de la transición entre dos órdenes comunitarios, sino que postuló un conflicto entre ambos. De alguna forma, el desarrollo de esas jerarquías locales pudo, según él, competir con el orden representado por los apóstoles, profetas y doctores itinerantes. Hoy en día las opiniones son parecidas en lo que respecta a esa transición, pero se matiza el enfrentamiento, arguyendo que en realidad no hay huella alguna de él en la obra.

### El epílogo escatológico

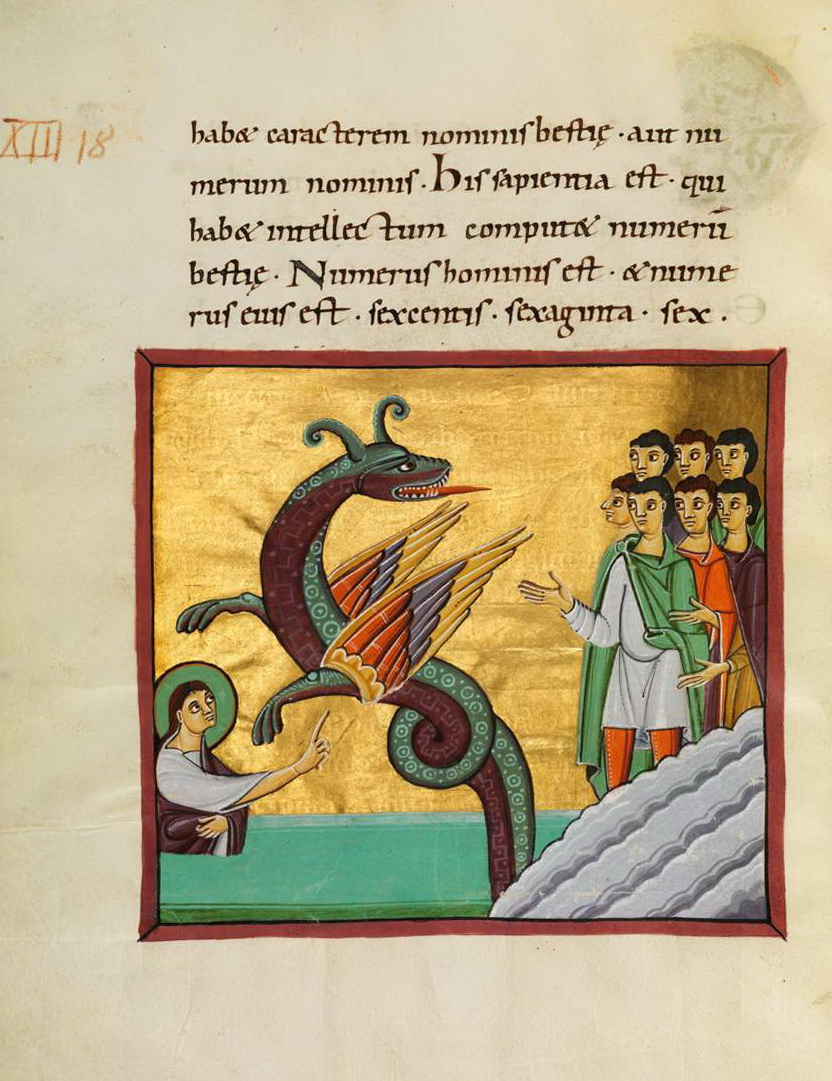
Imagen de la bestia en el Apocalipsis de Bamberg.

La última parte de la obra es un pequeño apocalipsis donde el autor expone lo que sucederá al final de los tiempos. Su contenido es escatológico, pero también soteriológico, ya que alerta a la comunidad para que mantenga la fe:

... de nada servirá todo este tiempo en la fe, si no sois perfectos en el último momento (Did 16,2).

Los elementos propiamente apocalípticos son similares a otros escritos del género: aparición de falsos profetas y corruptores (Did 16,3), trueque del amor en odio (Did 16,3), acrecentamiento de la maldad (Did 16,4), aparición del «seductor del mundo» obrando signos espantosos, ruina de la tierra bajo una impiedad suma (Did 16,4), condenación de muchos y salvación de unos pocos, los fieles, en medio de tamaña tribulación (Did 16,5). Después de retratar el apogeo del mal, describe la instauración del reino del bien: «Entonces, aparecerán los signos de la verdad» (Did 16,6): uno visible, otro audible y, el tercero, la «resurrección de los muertos» (Did 16,6). Después: 

... el mundo contemplará la llegada del Señor sobre las nubes del cielo (Did 16,8).

Así, con esta brusquedad, termina la obra. Faltan temas típicos de la escatología cristiana como el Juicio Final, la separación de justos y pecadores o la Jerusalén celeste. Aunque inconcluso, es un texto autosuficiente que pudo elaborarse a partir de un texto judío previo, también apocalíptico, y posteriormente cristianizado. Dicho material podría haber servido para redactar asimismo pasajes evangélicos como Mc 13, Mt 24,10-31 o 2 Tes 3,12 que tienen carácter parecido.

## LaDidachéen los Padres de la Iglesia
Hasta su descubrimiento y publicación en 1883, la Didaché se conocía solo de manera indirecta, a través de las obras de los Padres de la Iglesia. En realidad no se conocía, porque algunos Padres como Eusebio de Cesarea citaban solo su nombre:

[...] entre los libros unánimemente rechazados están los Hechos de Pablo, el Pastor de Hermas, el Apocalipsis de Pedro y las llamadas Doctrinas de los apóstoles (HE III 25,4).

mientras que otros como Clemente de Alejandría citaban solo su contenido, y mencionaban vagamente que provenía de «la escritura». A pesar de estar presente en las obras de los Padres de la Iglesia, la Didaché se encontraba, a todos los efectos, perdida y no podía deducirse su contenido a partir del título ni el título a partir de su contenido. Se sabía que en la antigüedad había existido una obra intitulada Enseñanzas o doctrinas de los apóstoles, citada por Eusebio y otros Padres, que había sido descartada del canon bíblico junto con otras obras.  Al publicarse la Didaché, se reconoció su presencia en diversos lugares, y piezas que andaban dispersas pudieron agruparse. La investigación del documento estimuló, además, la aparición de otros que, hasta entonces, habían pasado desapercibidos. Minúsculos fragmentos de papiro con apenas unas palabras fueron examinados con lupa. El resultado fue un afloramiento documental que alimentó la investigación patrológica durante décadas.
Los primeros compases de la investigación sirvieron para poner de manifiesto la relación con otros documentos, siendo los principales: la Epístola de Bernabé, el Pastor de Hermas, la Didascalia, las Constituciones apostólicas, algunas obras de Clemente de Alejandría y la Historia eclesiástica de Eusebio de Cesarea.

### LaEpístola de Bernabé
La Epístola de Bernabé es un escrito con apariencia de carta que Clemente de Alejandría atribuye, sin que se sepa la razón, al apóstol Bernabé. Se ha especulado que un primer núcleo pudo ser obra del compañero de Pablo, pero no hay prueba de ello. La Epístola de Bernabé es un escrito ajeno a las inquietudes judeocristianas de la Didaché. Si la Didaché intenta conciliar la práctica del cristianismo y el judaísmo, la Epístola de Bernabé rechaza tajantemente este último. Son escritos nacidos en ambientes distintos, pero que comparten, sin embargo, la Instrucción de los dos caminos. El texto que abre la Didaché y ocupa los primeros seis capítulos (Did 1-6) se reproduce con alguna variación en los capítulos finales de Bernabé (Bern 18-20). Donde la Didaché empieza diciendo: «Dos caminos hay en la vida, el de la vida y el de la muerte» (Did 1,1), Bernabé lo hace de la siguiente guisa:

Dos caminos hay de enseñanza y poder, el de la luz y el de las tinieblas.
Bern 18,1

Añadiendo una glosa angelológica ausente en la Didaché:

… en uno están los ángeles de Dios, portadores de luz, y, en el otro, los de Satanás.
Bern 18,1

Esta similitud fue advertida de inmediato por los investigadores y explicada en términos de una dependencia, bien mutua, o bien de un tercer escrito anterior a ambos.

### ElPastor de Hermas
Dentro de la sección evangélica (Did 1,3)-(Did 2,1) existe una frase que aparece asimismo en el Pastor de Hermas.

A todo el que pide, dale pues el Padre quiere que todos reciban de sus dones (Did 1,5).
Da a todos. Pues Dios quiere que se dé a todos de sus propios dones (Mand 2, 4).

Aunque no se trata exactamente de la misma frase, el parecido es suficiente para que los investigadores hayan postulado alguna dependencia entre ambos escritos, lo que afecta indirectamente a la datación relativa entre ellos. El Pastor de Hermas es un documento con una datación bastante precisa y segura (mediados del siglo II). Si se demostrase que el didaquista tomó ese contenido del Pastor, la Didaché se habría redactado, como muy pronto, en el año 150 d. C. y las hipótesis sobre su antigüedad se vendrían abajo. Si la dependencia fuese al revés y se demostrase que el Pastor tomó ese contenido de la Didaché, entonces la Didaché habría sido redactada como muy tarde en el año 150 d. C. otras posibilidades. La primera es que el didaquista y el Pastor bebiesen de una fuente común anterior a ambos en cuyo caso la datación del Pastor no influiría en la de la Didaché. La segunda es que el pasaje de la Didaché citado más arriba sea una interpolación. El pasaje (Did 1,3)-(Did 2,1) que contiene la frase es problemático porque no aparece en algunas recensiones de la Didaché. Esta ausencia ha hecho que los críticos se pregunten si ese pasaje formaba parte originalmente de la obra o se trata de una interpolación posterior. De no formar parte de la obra, holgaría completamente suponer dependencia alguna entre la Didaché y el Pastor de Hermas, pues dicha dependencia sería aparente y debida tan solo al hecho fortuito de que alguien que no fue el didaquista introdujo, quizá después de uno o más siglos, ese fragmento y esa frase.

### DidascaliayConstituciones apostólicas
La Didascalia apostolorum, también llamada Doctrina católica de los doce apóstoles y de los santos discípulos de nuestro Salvador, es un documento del siglo III perteneciente al género de las regulaciones eclesiásticas. El texto original griego se ha perdido excepto por algunos fragmentos sueltos. Se conservan, sin embargo, traducciones, entre ellas una siríaca publicada por Paul de Lagarde en 1854 a partir del Codex Sangermanensis y otras en árabe, latín y etiópico. Se han señalado dependencias con la Didaché que marcarían un terminus ante quem bastante seguro para esta última.
Por su parte, las Constituciones apostólicas es un escrito del siglo IV donde su autor recopiló algunos tratados anteriores. Los libros I-VI toman su contenido de la Didascalia, mientras que la Didaché se recoge con modificaciones sustanciales en el libro VII, cosa que no se pudo saber, por otra parte, hasta que se descubrió la Didaché.

### Clemente de Alejandría
Clemente de Alejandría tiene varios pasajes relacionados con la Didaché. Uno de ellos ocurre en Stromata 1 100 4, donde parece transcribir un pasaje de la Didaché (Did 3,5):

Οὗτος κλέπτης ὑπὸ τῆς γραφῆς εἴρηται. Φησὶ γοῦν· υἱέ, μὴ γίνου ψεύστης· ὁδηγεῖ γὰρ τὸ ψεῦσμα πρὸς τὴν κλοπήν
Ese tal es calificado de ladrón por la Escritura. Se dice también: Hijo, no seas mentiroso, pues la mentira lleva al robo.

La única diferencia es que Clemente dice «hijo» y, la «Didaché», «Hijo mío». Clemente afirma estar citando la «escritura», es decir, un libro inspirado al modo de los evangelios o las cartas de Pablo. De ser la Didaché, daría una idea de la estima que tenía este escrito. En otro punto de su obra, parece aludir a la doctrina de los dos caminos: «Yo te conduzco por la vía de la salvación. Abandona el camino del error. Sigue entonces, hijo mío, el buen camino que yo te describiré». Asimismo, en el himno final de El pedagogo, Clemente menciona «la santa recompensa de la doctrina de la vida». Sobre este tema la polémica es si la cita es de la Didaché y, en caso de que así sea, si la Didaché no está citando un texto más antiguo. Existe otra cita en Quis diver salvetur? (29,4) donde Clemente habla del «vino de David», expresión usada en la oración eucarística de la Didaché.

## LaDidachéen la Patrología
Nada más publicarse la Didaché, comenzó una investigación que se ha prolongado hasta el presente, y que ha dado lugar a fructíferos estudios sobre el cristianismo primitivo. La consideración de la Didaché durante el siglo XX ha oscilado como un péndulo entre dos extremos de aceptación, siendo el polo actual más parecido a la posición adoptada por los eruditos a finales del siglo XIX que a la que estuvo vigente durante los años 1930, antes de la Segunda Guerra Mundial. Las dudas en torno a la Didaché tardaron treinta años en concretarse y otros treinta en resolverse, y solo lo hicieron porque el descubrimiento en 1948 de los Manuscritos del Mar Muerto modificó radicalmente la percepción que se tenía de la obra. La posición crítica respecto a su autenticidad, sostenida por Joseph Armitage Robinson y un grupo de eruditos anglosajones, fue superada cuando Jean Paul Audet examinó en profundidad el material acumulado hasta esos momentos, lo que sentó a grandes rasgos las directrices que sigue la investigación actual. De ser una obra desahuciada por los críticos, la Didaché ha pasado a convertirse desde entonces en una obra clave para entender la evolución del cristianismo primitivo.

### 1884: Adolf von Harnack y las primeras investigaciones

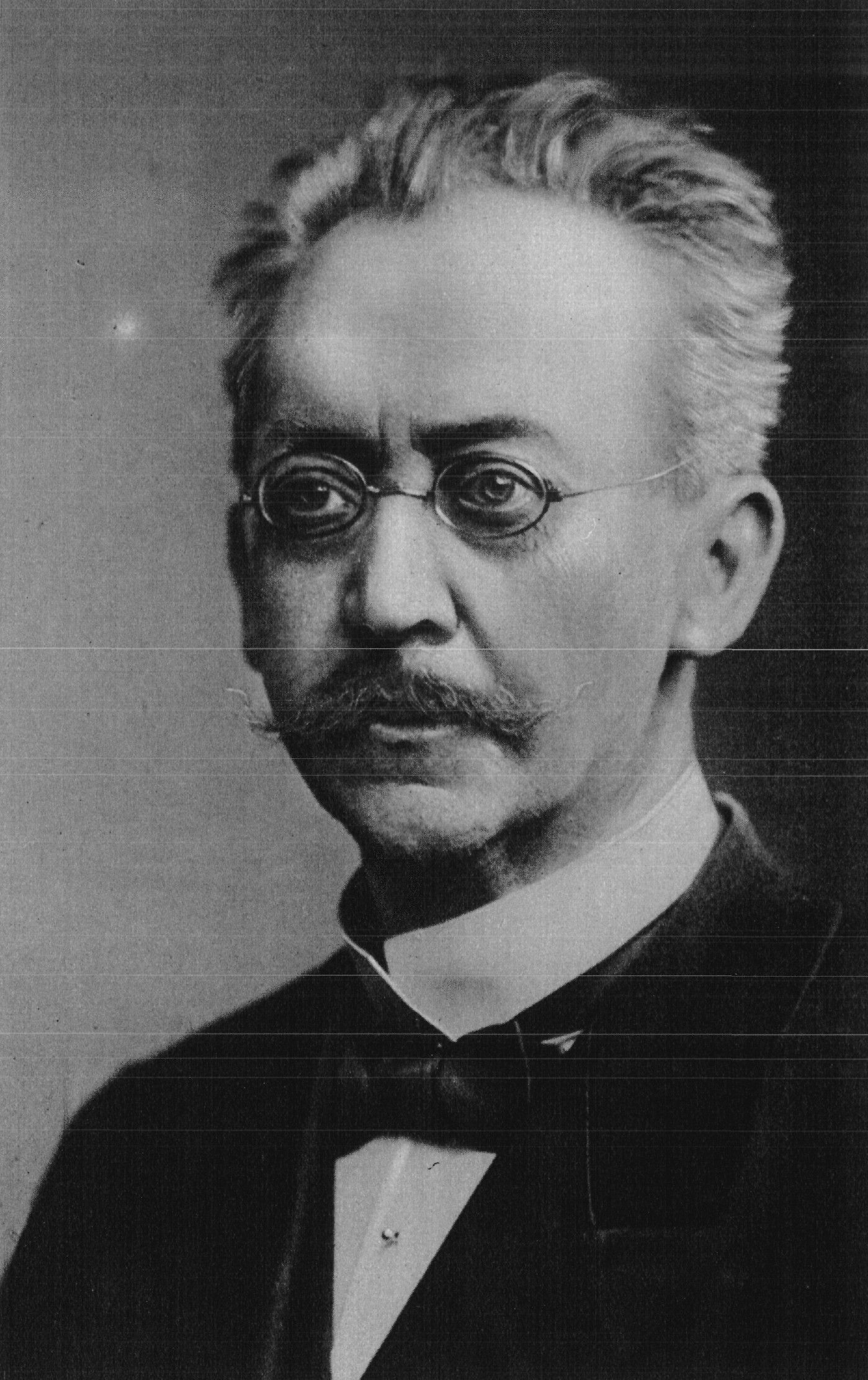
Adolf von Harnack.

Adolf von Harnack publicó en febrero de 1884 un extenso trabajo sobre la Didaché titulado Die Lehre der zwölf Apostel nebst Untersuchungen zur altesten Gechuchte der Kirchenverfassung und des Kirchenrechts (Leipzig, Hinrinchs, 1884). Además de ofrecer la primera traducción al alemán del texto griego de Bryennios, Harnack escribió un extenso prolegómeno donde trató diversos temas.
1.- La historia de la Didaché en la Iglesia y su transmisión en el manuscrito de Constantinopla. Harnack expuso las conexiones de la obra con los Padres de la Iglesia.
2.- Los títulos, los destinatarios y la finalidad del escrito. Una de las cuestiones primeras y más naturales fue dilucidar por qué la obra había sido transmitida con dos títulos y cuál de los dos era el auténtico. Para Bryennios, el título primitivo de la obra era el largo que, con el tiempo, generó el título corto por un proceso de contracción coloquial. También Harnack pensó así. La razón aducida fue que el título largo estaba embebido en el primer párrafo de la obra, formando parte de ella, mientras que el título corto precedía al texto como una línea independiente que podía haber sido añadida posteriormente con más facilidad.
3.- Disposición y contenido del escrito. Según Harnack, la Didaché contenía claves esenciales para entender la evolución de la Iglesia desde una estructura apostólica a una ministerial.
4.- Las fuentes del escrito. Para Harnack, el didaquista había utilizado en la composición de su escrito el Antiguo Testamento, los Evangelios, la Epístola de Bernabé y el Pastor de Hermas. Bryennios también opinaba que la Didaché dependía de Hermas de Roma, pero otros eruditos como Theodor Zahn y Franz Xaver von Funk dieron prioridad a la Didaché.
5.- El contexto. Tiempo y lugar de la composición. Donde Harnack postuló un origen egipcio para el documento.
Harnack incluyó como apéndice dos fragmentos procedentes de un leccionario de la abadía de Melk (Mellicensis 597) que parecían contener una traducción latina de la Didaché, en concreto (Did 1,1-3) y (Did 2,2-6). Dichos fragmentos habían sido publicados siglo y medio antes por Bernhard Pez en su obra Thesaurus anecdotorum novissimus (1721) y, posteriormente, Oscar von Gebhardt los había rescatado del olvido. Los fragmentos pertenecían a un códice de los siglos X u XI, con una traducción latina antigua, quizá del siglo III. Estos fragmentos sugerían cierto uso de la Didaché durante el Medioevo en la Iglesia de Occidente.
En los años siguientes, se dieron a conocer cuatro nuevas versiones en otros tantos idiomas. En 1888, M. Amelinau publicó un relato de la vida del abad Schnudi, el fundador del monasterio Blanco de Atripe. Incrustado en dicho relato se encontraba una traducción árabe de (Did 1-4) que, a su vez, era una traducción del copto. En 1900 se produjo uno de los descubrimientos clave que, a la postre, decantarían la balanza en la disputa que, sobre la Didaché, iba a comenzar pocos años después. Joseph Schlecht descubrió en la abadía de Freising (Monacensis 6264) una versión latina de la Didaché que contenía una traducción de la sección de los dos caminos (Did 1-6). Un año después, el mismo Schlecht publicó un estudio. Esta versión latina se llamó la Doctrina apostolorum. En 1904, Horner dio a conocer otra versión bastante libre de la Didaché, incorporada en la recensión etíope de los Cánones apostólicos. Dicha versión contenía los pasajes Did 11,3-13,7 y 8,1-2.
Esta multiplicidad de versiones sugería una gran difusión del escrito en la antigüedad y la Edad Media. La existencia de los dos fragmentos latinos conservados en monasterios medievales era indicio de un cierto uso catequético o litúrgico de la obra en Occidente. Las versiones árabe y etiópica implicaban por su parte una expansión de la obra hacia el África y Arabia. En 1901, después de 18 años de investigación, el veterano erudito católico Franz Xaver von Funk afirmaba: 

No hay nadie que niegue que el escrito exhibe la impronta de una suma antigüedad.

### 1912: Joseph Armitage Robinson y las primeras dudas

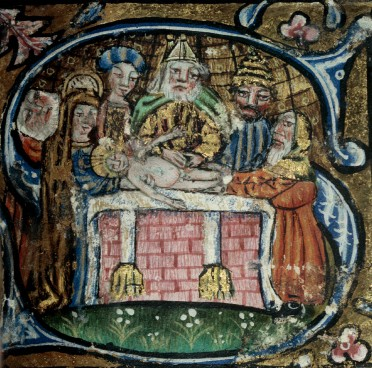
Circuncisión del niño Jesús.

En 1912, Joseph Armitage Robinson publicó el primero de su tres trabajos sobre la Didaché. En aquel primer artículo, Robinson dejó de lado los problemas que planteaba la Instrucción de los dos caminos y se centró en la parte de la constitución eclesiástica. Robinson opinaba que el autor de la Didaché tenía al lado el Nuevo Testamento y que tomó de él aquello que le pareció bien, disfrazando, sin embargo, esos préstamos y las condiciones de su tiempo. De esta forma, y en contra de la opinión inicial de Adolf von Harnack, la Didaché sería una obra fraudulenta que no reflejaría las condiciones del ministerio cristiano primitivo. Según Robinson, el didaquista pretendía transmitir una imagen ficticia de la formación de las Iglesias gentiles y por eso utilizó hasta donde pudo unos preceptos que pudieran justificarse usando los escritos de la era apostólica. Pretendía dar una imagen primitiva con objeto de abogar en la Iglesia de su tiempo por un retorno a la simplicidad inicial del cristianismo. Aunque su tesis fue expuesta con brillante elocuencia, y mucha gente consideró la posibilidad, todo quedó ahí. Algún profesor contemporáneo comentó que no sabía qué le impresionaba más, si la ingenuidad del didaquista o la de Robinson al intentar desenmascararlo.
En 1920, Armitage Robinson pronunció unas conferencias en la Universidad de Dublín (Donnellan Lectures), que serían su segundo trabajo. En ellas desarrolló la tesis de que la Epístola de Bernabé era obra de un único autor, por su unidad de estilo y contenido, por el uso dado a otros documentos como la Epístola a los Efesios. Al ser así, no quedaba más remedio que concluir que el didaquista había tomado su doctrina de los dos caminos de esta Epístola de Bernabé y también algún material de Hermas de Roma. Según Robinson, Hermas dependía de Bernabé y, la Didaché, de ambos. También puso en duda que Clemente de Alejandría citase el escrito, aduciendo que se trataba de un apócrifo. En esta ocasión, para apoyar su tesis sobre la impostura de la Didaché, adujo pruebas de que el material de las dos vías no podía provenir de unas instrucciones morales de carácter oral o escrito establecidas en la era apostólica, sino a lo sumo, de lo que apóstoles de esa era podrían haber establecido supuestamente para la conversión de los gentiles. Según esto, no existió nunca una tradición basada en las dos vías, sino que el didaquista se limitó a coger de manera incongruente materiales contenidos en la Epístola de Bernabé. En general, sus tesis no fueron bien recibidas.
En 1922, vieron la luz nuevos fragmentos griegos procedentes de un papiro de Oxirrinco, en concreto el n.º 1782. Dicho papiro contenía (Did 1,3-4) y (Did 2,7 a 3,2), fragmentos que contienen la sección evangélica de los dos caminos. La importancia de este papiro es que confirmaba que la sección evangélica formaba parte de la Didaché, pues, hasta su descubrimiento, el H54 era la única recensión que la contenía y se dudaba de su autenticidad.
En abril de 1924, G. Horner publicó un nuevo fragmento, esta vez en copto. El papiro que contenía el texto (P. London Or. 9271) había llegado un año antes al Museo Británico procedente de Egipto, de un lugar cercano a Oxirrinco. Consistía en una sola hoja de 11,25 pulgadas de ancho por 1 pie y 5,25 pulgadas de alto. En el anverso, había escritas dos columnas de texto con 29 y 32 líneas respectivamente y una tercera en el dorso, mucho más corta, de solo 18 líneas. Estaba escrito con caligrafía uncial cuadrada gruesa e irregular, sin unión entre las letras en un dialecto fayúmico, redactado con cierta libertad a modo de extracto de la obra. El fragmento editado empezaba en la sección litúrgica en la bendición final eucarística (Did 10,3) y acababa en la sección disciplinar (Did 12,2). El texto copto seguía mayormente el original griego, excepto por una bendición adicional del crisma (óleo), contenida asimismo en las Constituciones apostólicas, pero ausente del manuscrito de Jerusalén.

Respecto al óleo de la unción, daréis gracias de esta manera: Te damos gracias, Padre nuestro, por el óleo de la unción, que tú nos manifestaste, por Jesucristo, tu siervo. A ti sea la gloria por los siglos.

La aparición de esta nueva versión añadía una pieza más al puzle de la diversidad de recensiones de la obra, que no sería la última. En 1931 se conoció una versión georgiana de la obra traducida del griego por un obispo llamado Jeremías de Edesa. Quedó preservada en un manuscrito del siglo XIX cuya traducción fue hecha entre los siglos V al X. Es la única versión completa además de la contenida en el manuscrito de Jerusalén y fue publicada por Grigol Peradse en 1931.
Mientras tanto la investigación tomó otros derroteros. En 1929, James Muilenburg, otro erudito del cristianismo, tomó partido en el asunto defendiendo las posiciones críticas asumidas por Robinson. Según él, la datación de la Didaché debía retrasarse al menos un siglo y se debían revisar muchas páginas de la historia del cristianismo. Siguiendo la misma línea Richard Hugh Connolly publicó en 1932 un artículo sobre el cap 5, el «camino de la muerte» de la Didaché. Estos autores empezaron a dar forma a una corriente crítica que defendió la completa falsedad de la obra. Según ellos, la Didaché era obra de un impostor que la había compuesto a finales del siglo II o principios del III, con intención de falsear una enseñanza. Dom Connolly aventuró que la Didaché era obra de un montanista. Robinson murió en 1933 mientras preparaba un trabajo conjunto con Connolly. Dicho trabajo fue publicado póstumamente en 1934 en el Journal of Theological Studies, que el propio Robinson había fundado. En los siguientes años se mantuvo la discusión, pero, para entonces, la Didaché había caído en un completo descrédito.

### 1948: Los rollos de Qumrán. Nueva luz

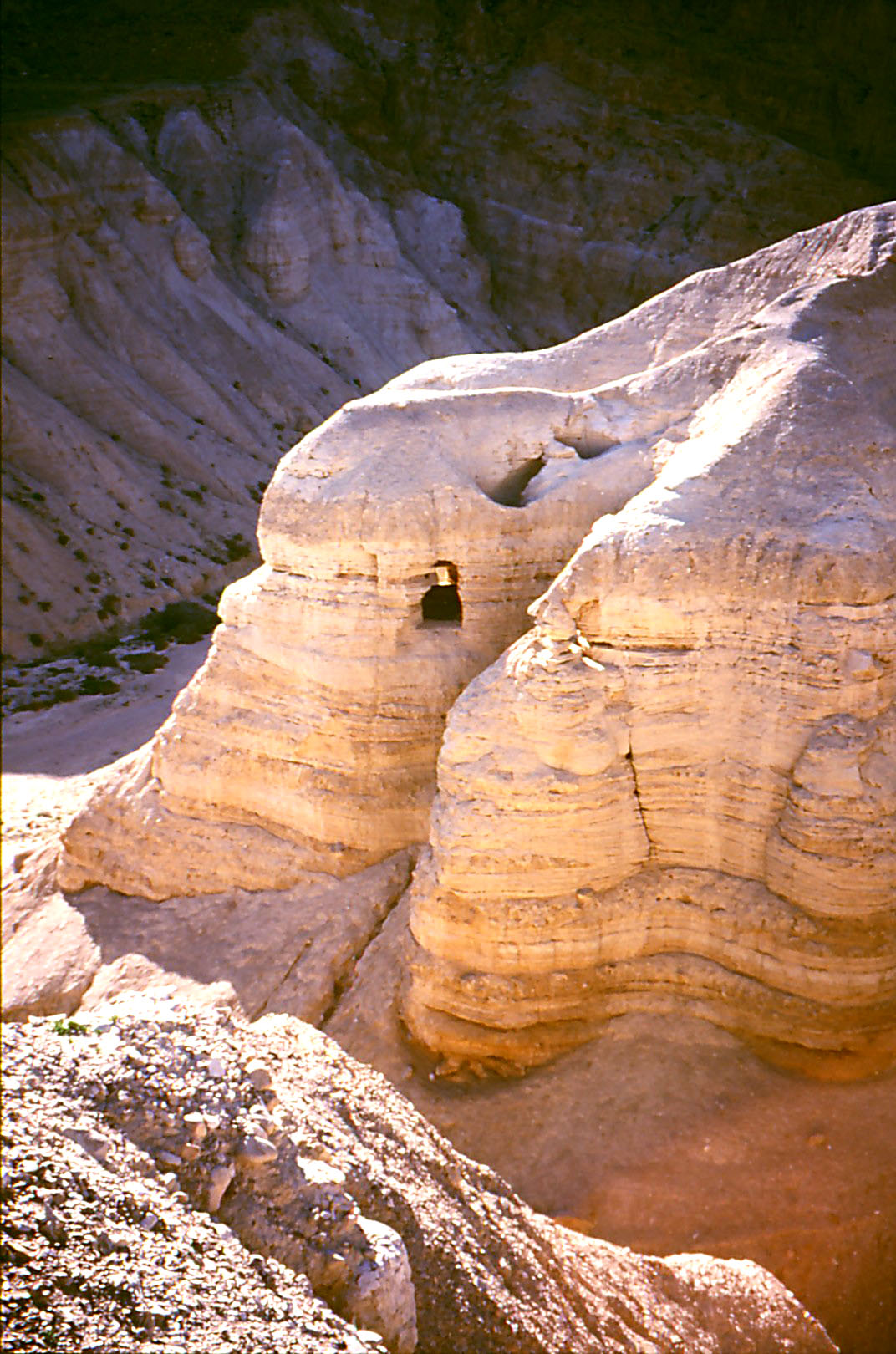
Cuevas en Qumrán, a orillas del mar Muerto.

En 1948 se descubrieron cerca del Mar Muerto unos manuscritos, preservados en forma de rollos, pertenecientes a la biblioteca espiritual de una comunidad esenia judía del siglo II. Hoy se conocen como los Manuscritos del Mar Muerto o Manuscritos de Qumran. Uno de ellos, conocido como el Manual de disciplina esenio o Regla de la comunidad (1QS), resultó contener una recensión de la Instrucción de los dos caminos. Eso significaba que todas las versiones conocidas hasta entonces no eran más que la cristianización de una doctrina judía preexistente. A raíz de este hallazgo, el material reunido hasta entonces necesitó una profunda revisión. En 1958 Jean Paul Audet publicó un extenso estudio sobre la Didaché que, a la postre, marcaría la nueva tendencia. Según Audet, la Epístola de Bernabé y la Didaché eran obras independientes que habían tomado el material de los dos caminos de terceras fuentes judías. La versión latina de la Doctrina apostolorum dejó de considerarse una traducción latina de la Didaché para erigirse en recensión independiente. Al desaparecer la dependencia con la Epístola de Bernabé, se deshizo la jerarquía cronológica que había relegado la Didaché al siglo III y se abrió el camino para otras dataciones más tempranas. Audet examinó también la autenticidad de los títulos. Si hasta entonces se había tomado como bueno el título largo, Audet puso en duda la autenticidad de ambos. Pero si los dos títulos eran falsos, también lo era que el didaquista hubiese intentado adscribir su enseñanza a ninguna autoridad. Según Audet, el título original de la obra era sencillamente:

Enseñanza de los apóstoles.

Y con ello, solo se quiso significar que se trataba de una enseñanza dada por esos maestros, doctores y apóstoles itinerantes mencionados en la obra y recogidas por el didaquista para uso de la comunidad. Con ese título habría sido conocida y citada por los Padres de la Iglesia: Las enseñanzas de los apóstoles. Siglos después, algún copista añadió el numeral:

Enseñanza de los doce apóstoles.

alterando con ello el sentido original de la obra. Según Audet, el título largo pudo ser:

Enseñanza del Señor a las naciones.

Y más tarde, por un proceso de amplificación y armonización con el título corto, convertirse en: 

Enseñanza del Señor a las naciones por medio de los doce apóstoles.

En su momento, la obra alterada llegó a las manos de León, «copista y pecador», quién lo incorporó al manuscrito de Jerusalén que, ocho siglos después, descubriría Bryennios. A la vista de las nuevas pruebas y teorías, la Didaché se perfiló como una auténtica regulación comunitaria del siglo I. Un estudio posterior de Helmut Köstler cuestionó a su vez la dependencia con el Evangelio de Mateo, y explicó las similitudes entre ambos por el hecho de haberse gestado en un mismo ambiente. Poco a poco, quedaron atrás el descrédito y las dudas. Desde entonces, y ante la posibilidad de que la Didaché sea anterior a muchos libros del Nuevo Testamento, esta obra ha sido objeto de un vivo interés y de muchos estudios. Actualmente es considerado el escrito más importante de los Padres apostólicos y casi el único testigo de una época, la segunda mitad del siglo I que, por otra parte y en lo que se refiere al cristianismo, sigue siendo una gran desconocida.